# Llista de peixos de les illes Canàries

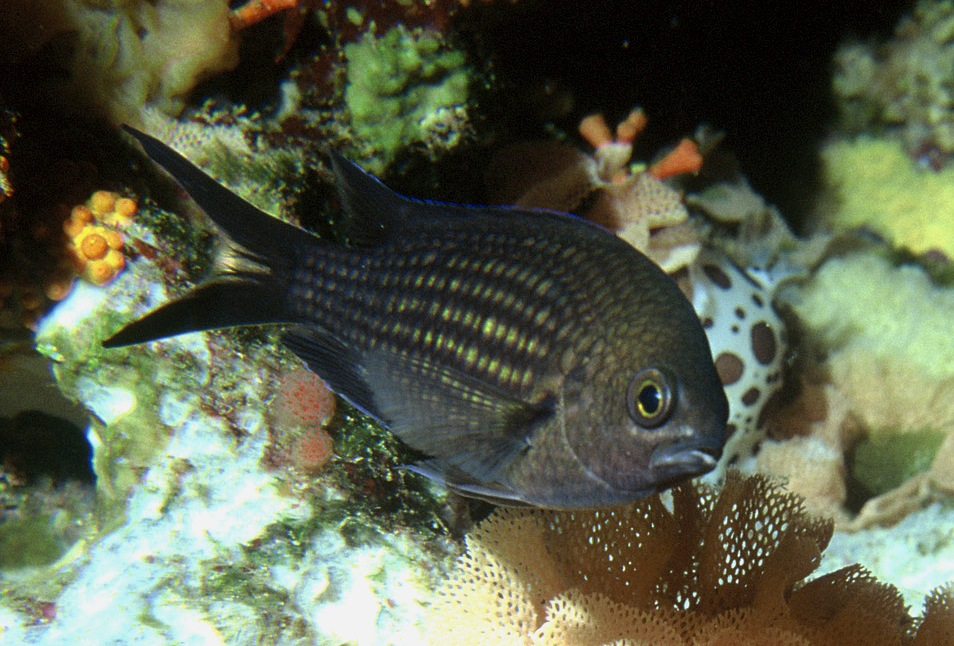
Tuta (Chromis chromis)

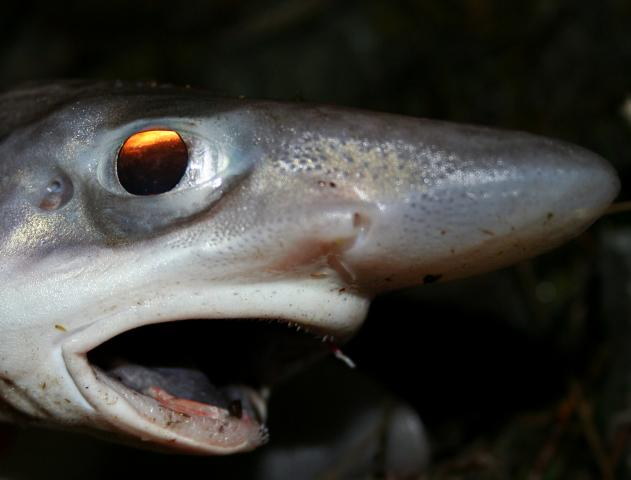
Moixina (Galeus melastomus)

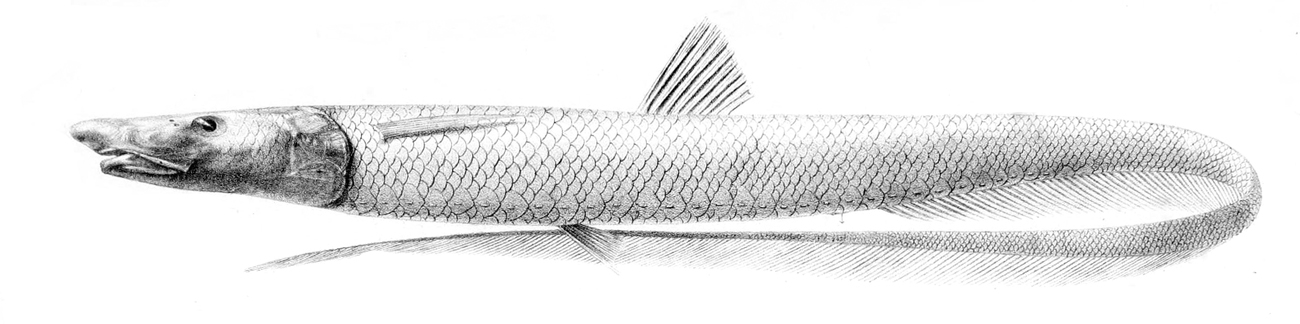
Aldrovandia phalacra

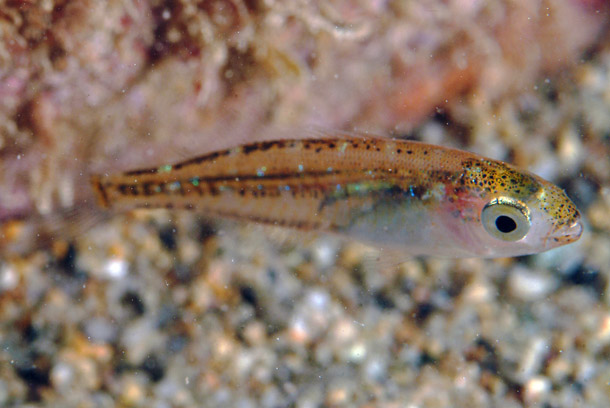
Gerret anglès (Centracanthus cirrus)

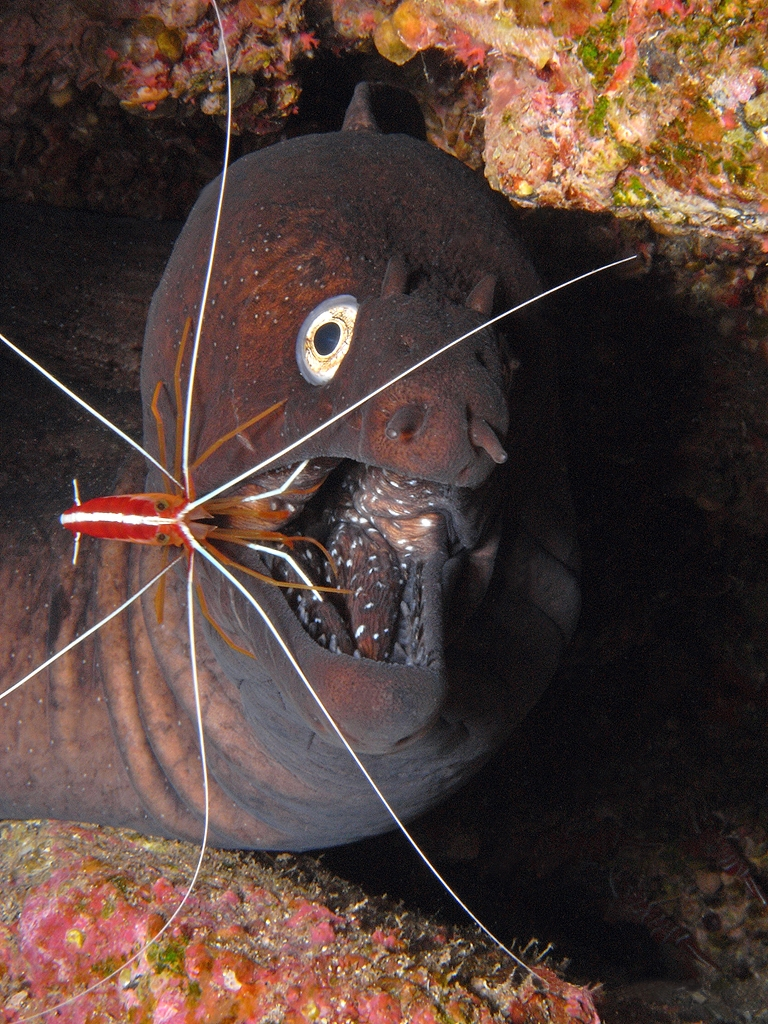
Muraena augusti

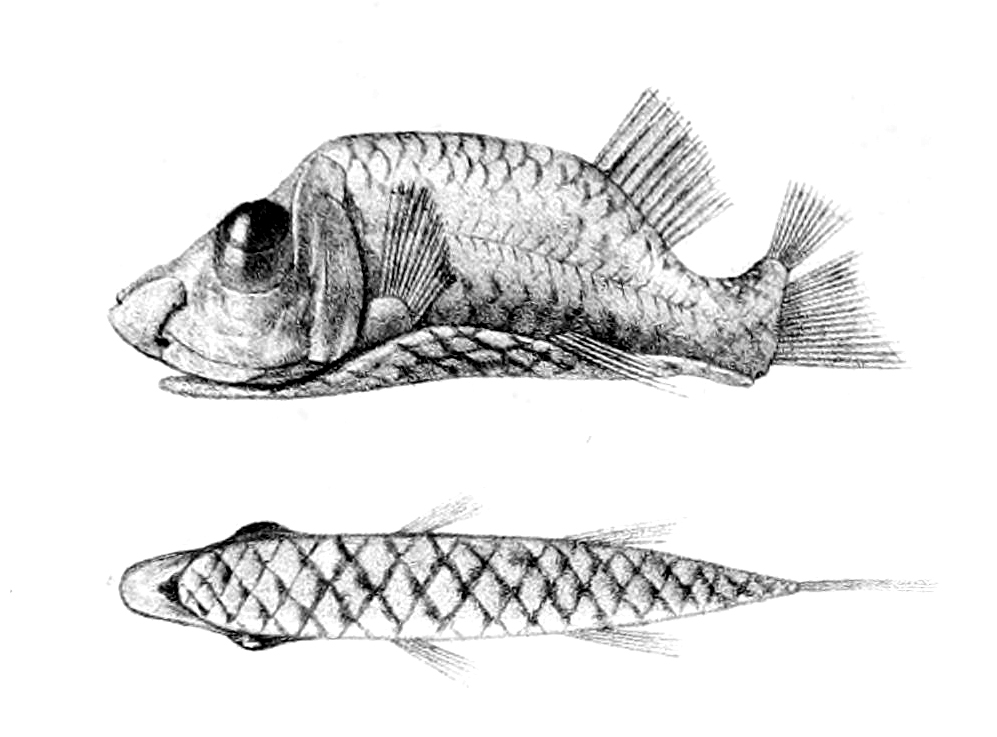
Opisthoproctus soleatus

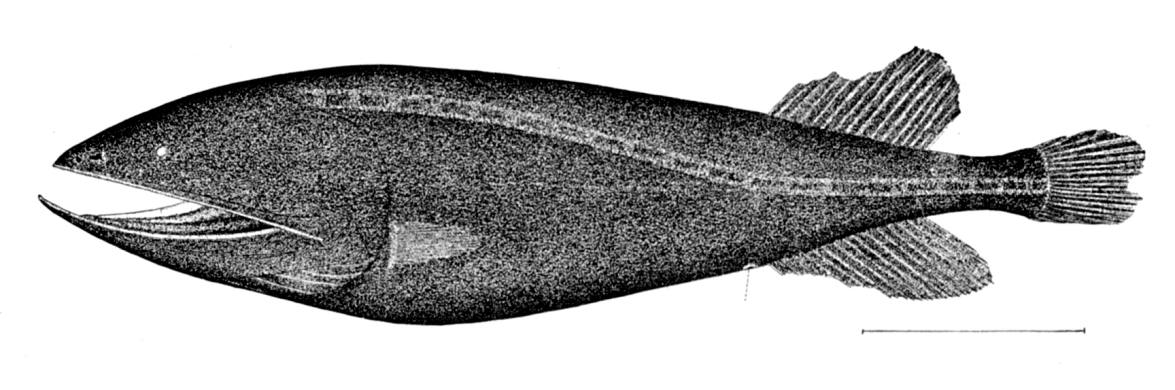
Cetomimus gillii

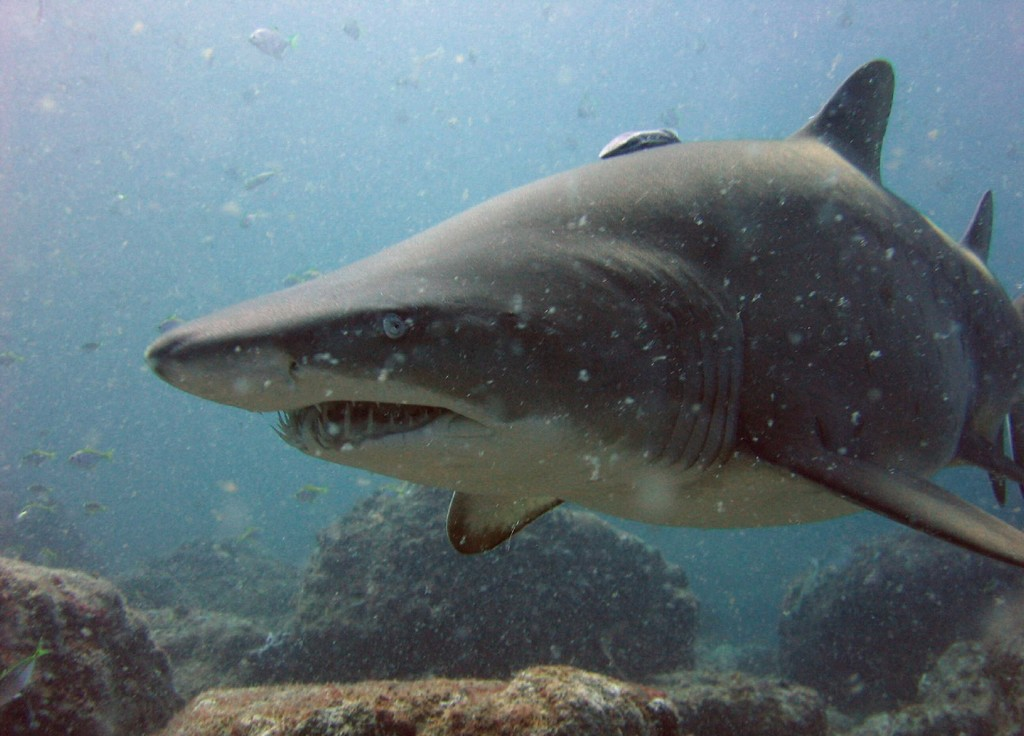
Solraig clapejat (Carcharias taurus)

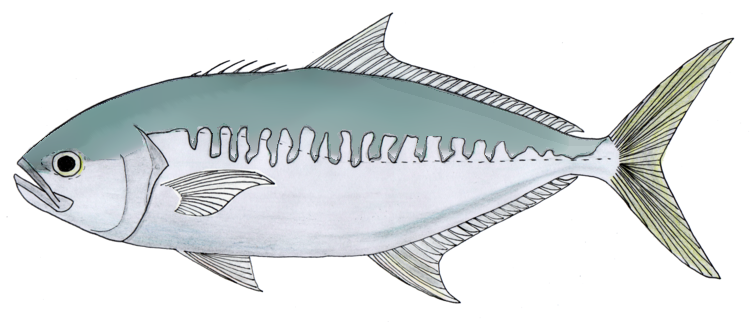
Lletxa (Campogramma glaycos)

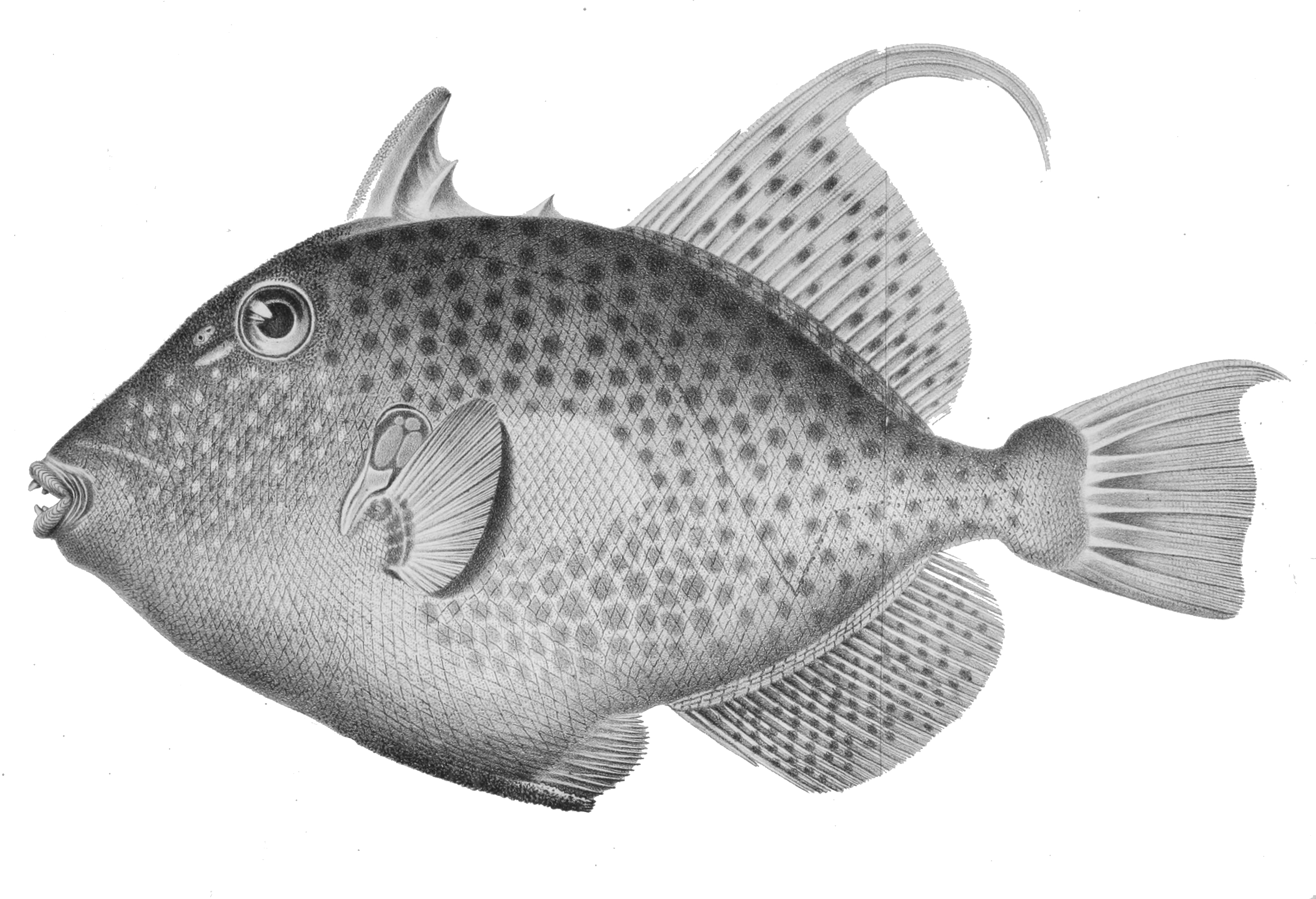
Balistes punctatus

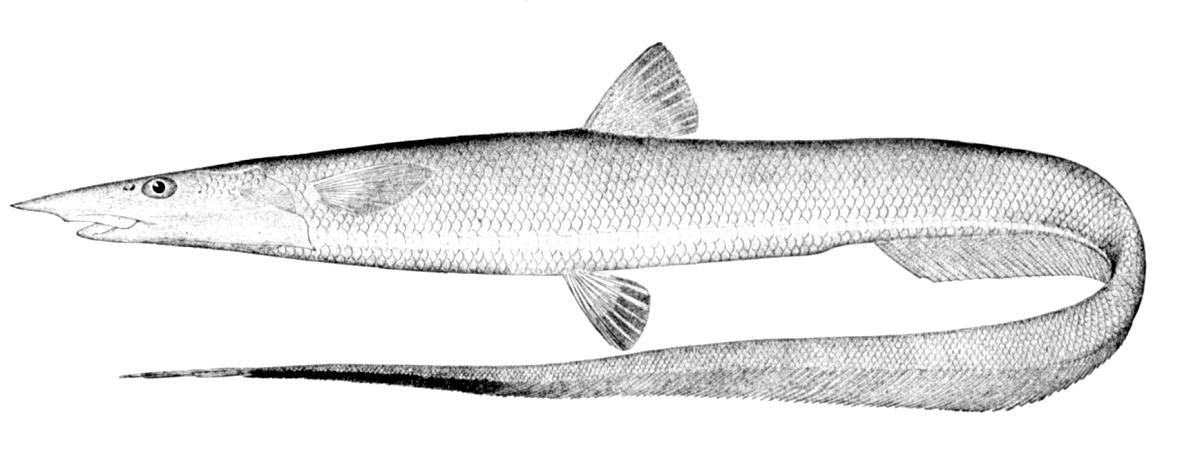
Aldrovandia affinis

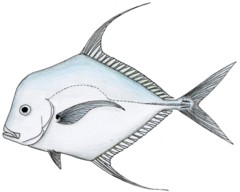
Alectis alexandrinus

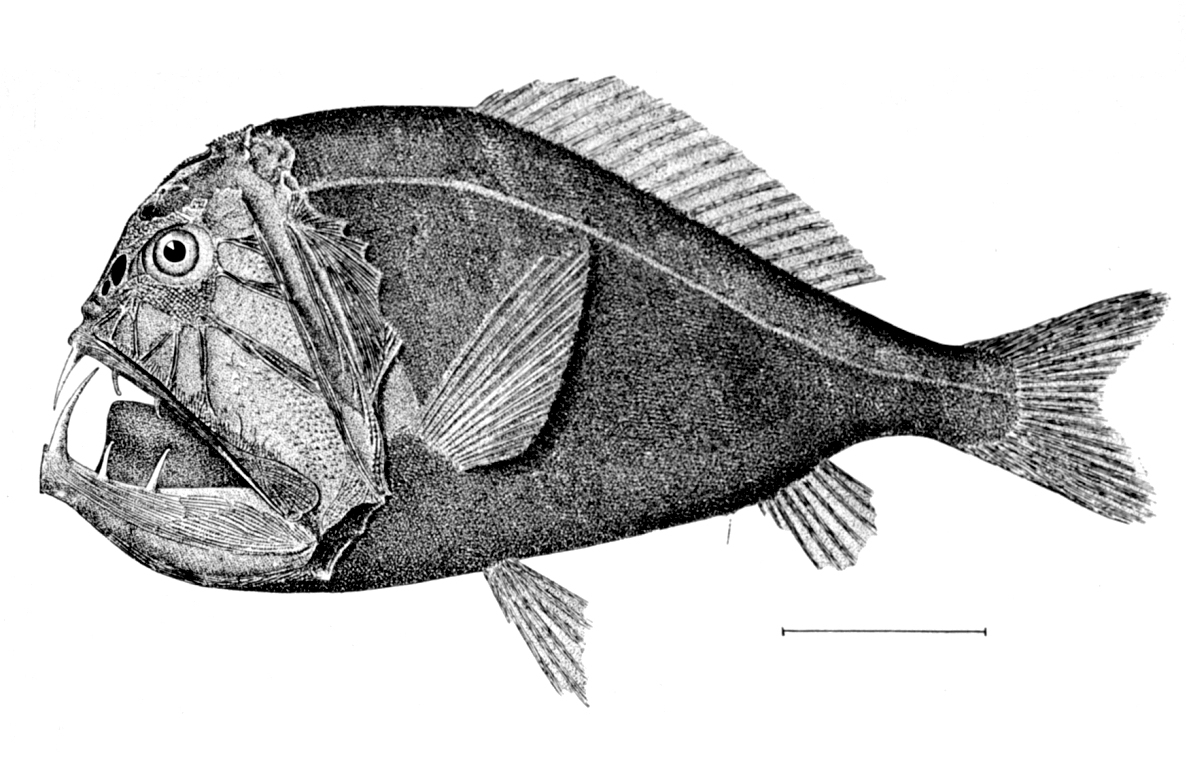
Anoplogaster cornuta

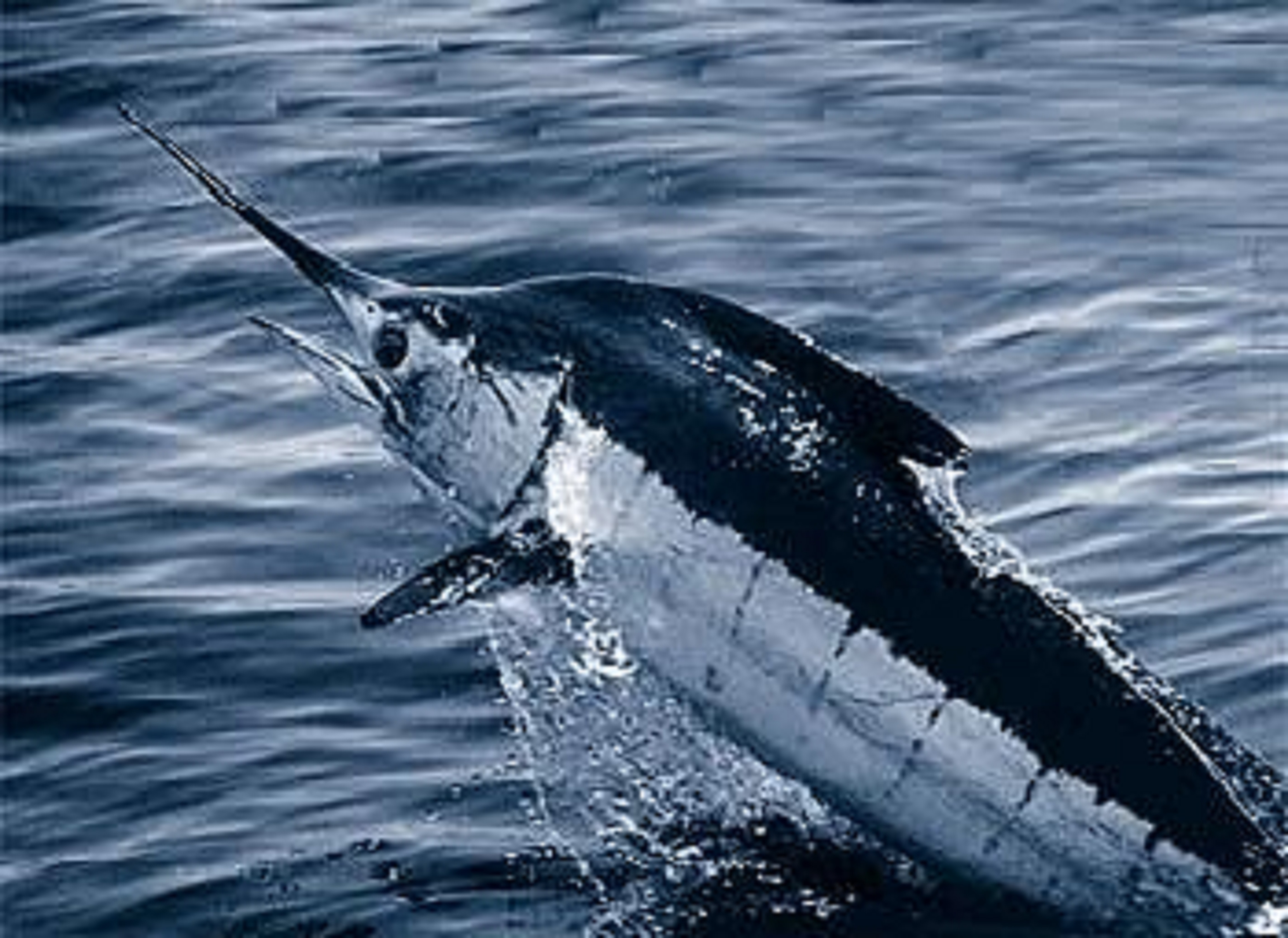
Makaira nigricans

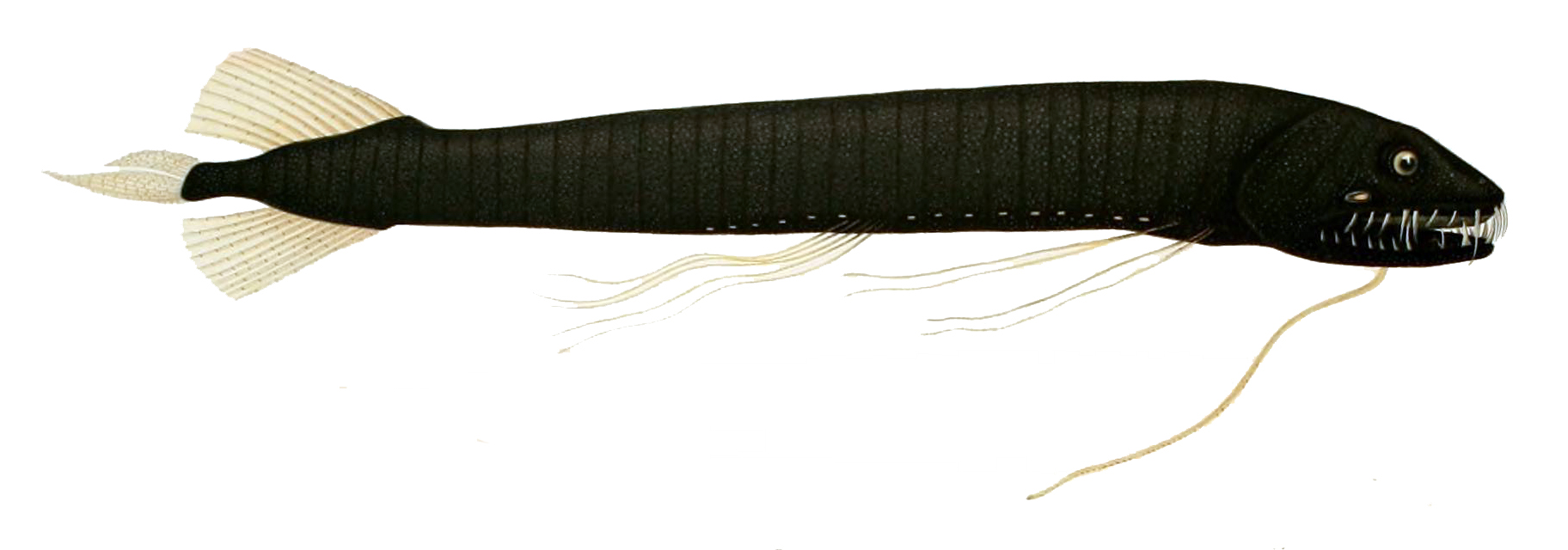
Bathophilus vaillanti

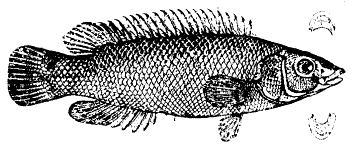
Talla-roques (Acantholabrus palloni)

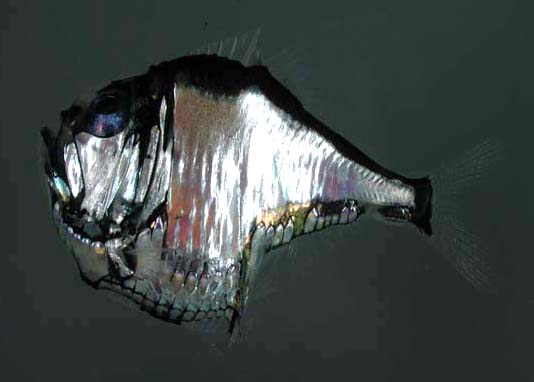
Argyropelecus aculeatus

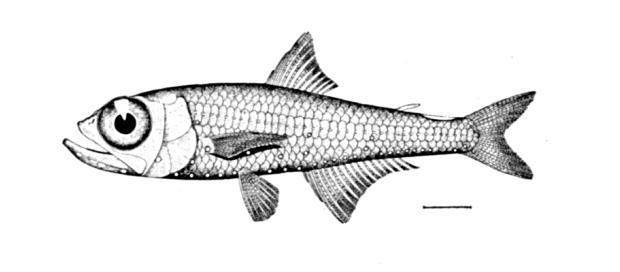
Hygophum benoiti

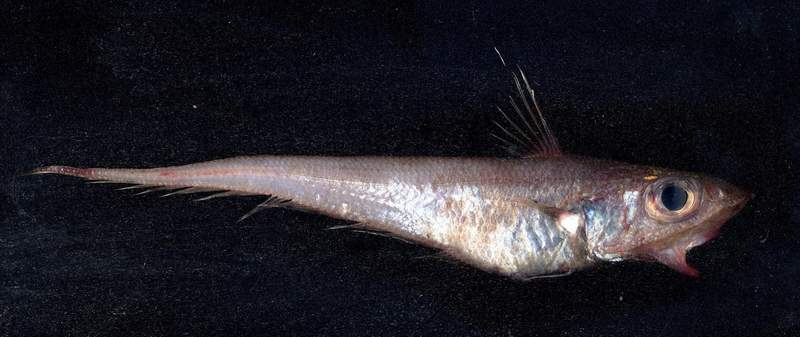
Coelorinchus caelorhincus

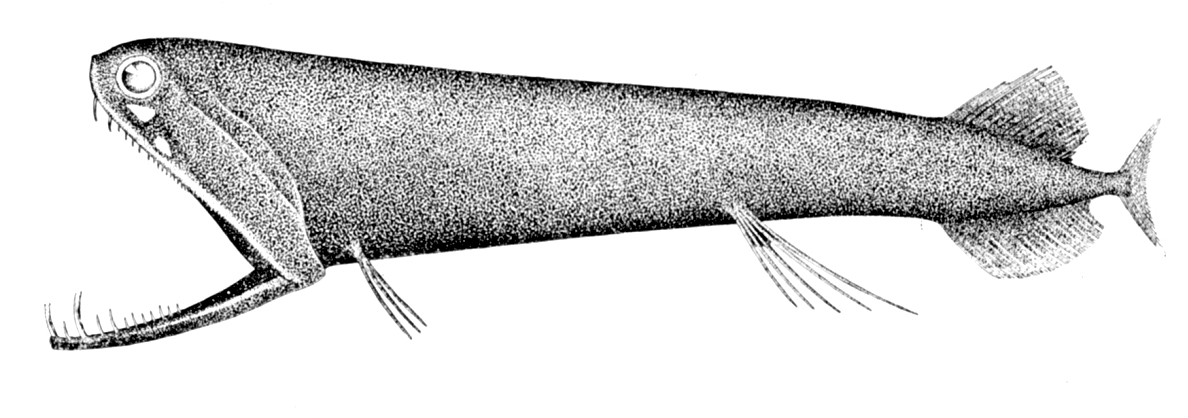
Malacosteus niger

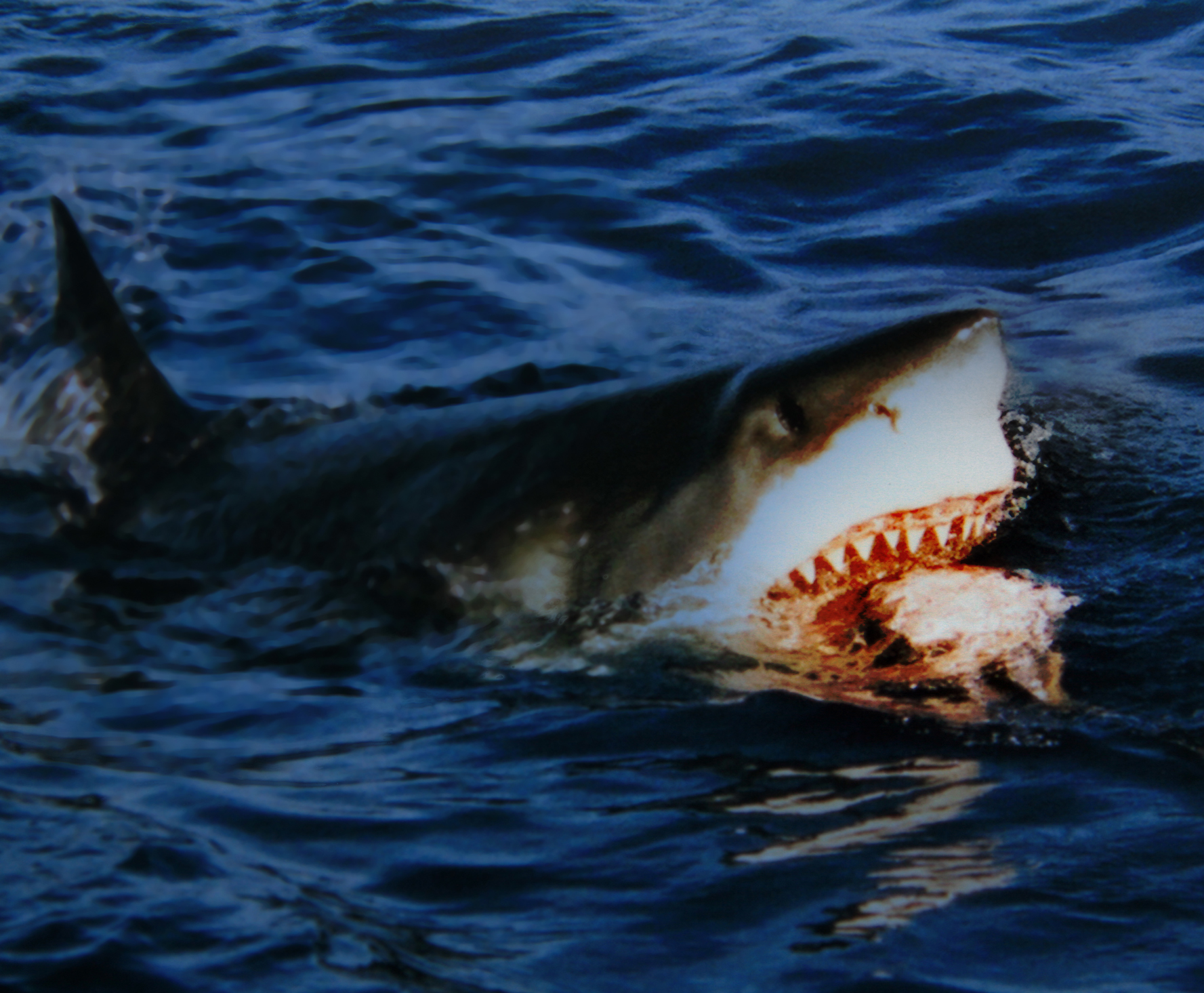
Tauró blanc (Carcharodon carcharias)

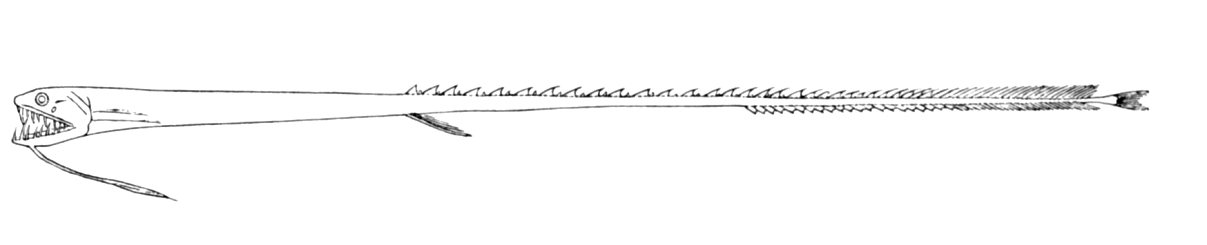
Idiacanthus fasciola

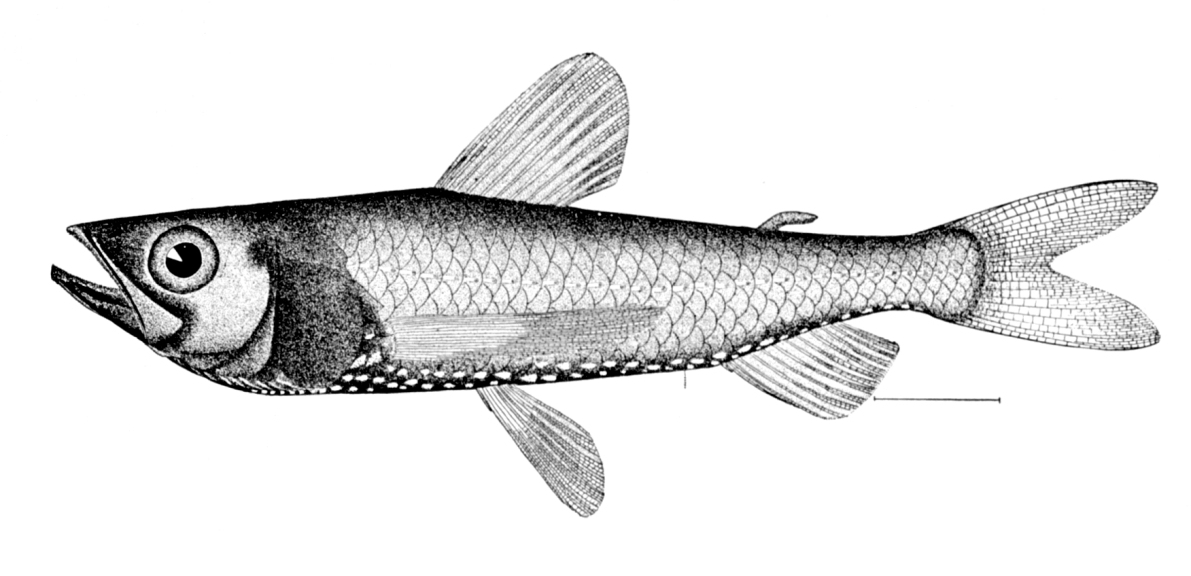
Neoscopelus macrolepidotus

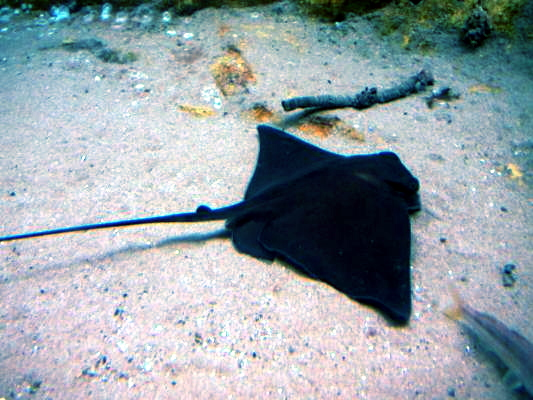
Milana (Myliobatis aquila)

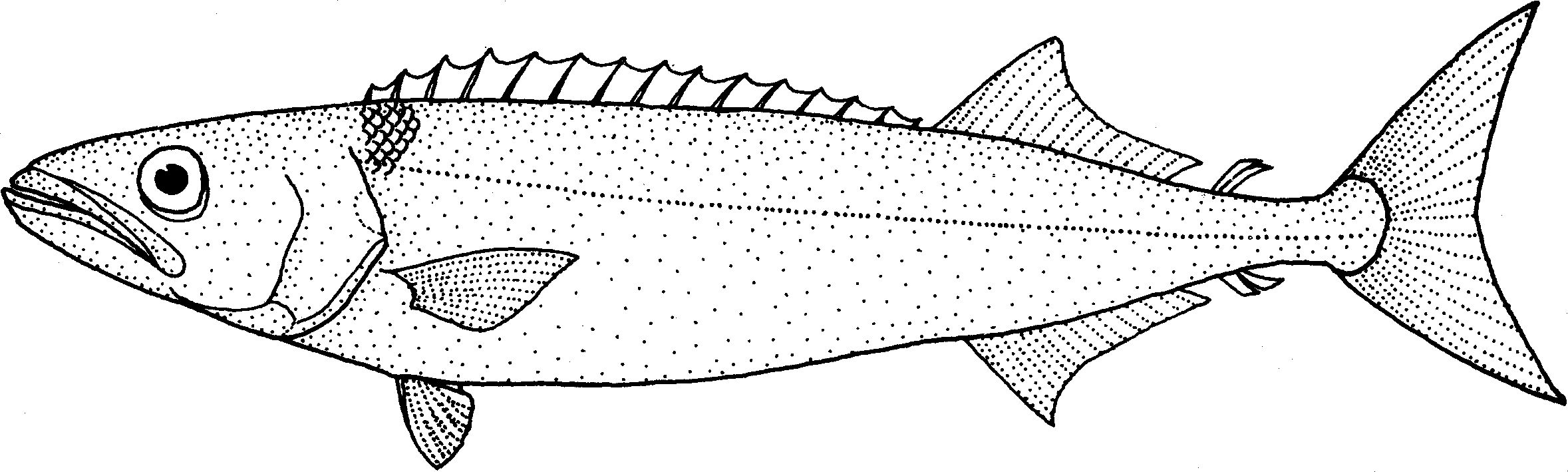
Ruvettus pretiosus

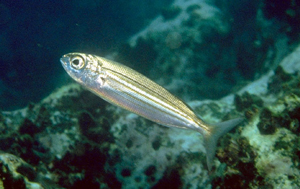
Boga (Boops boops)

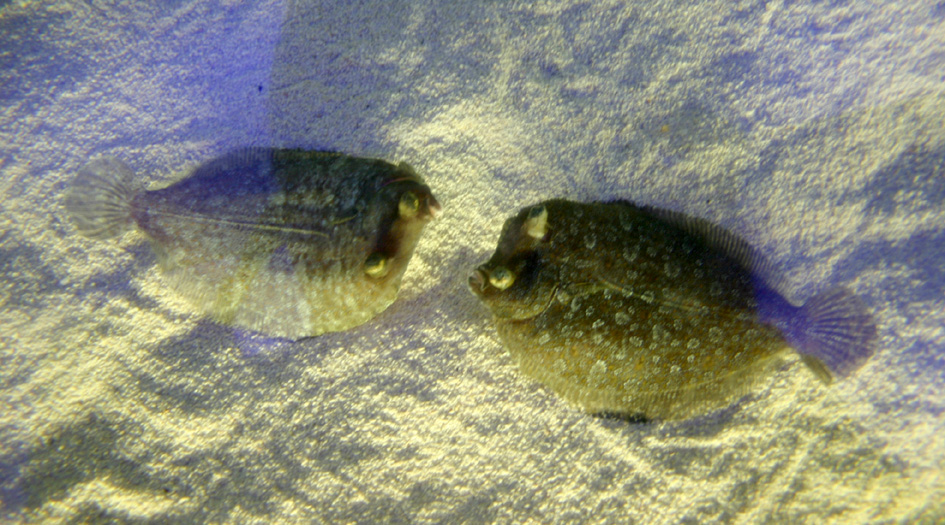
Tacó (Bothus podas)

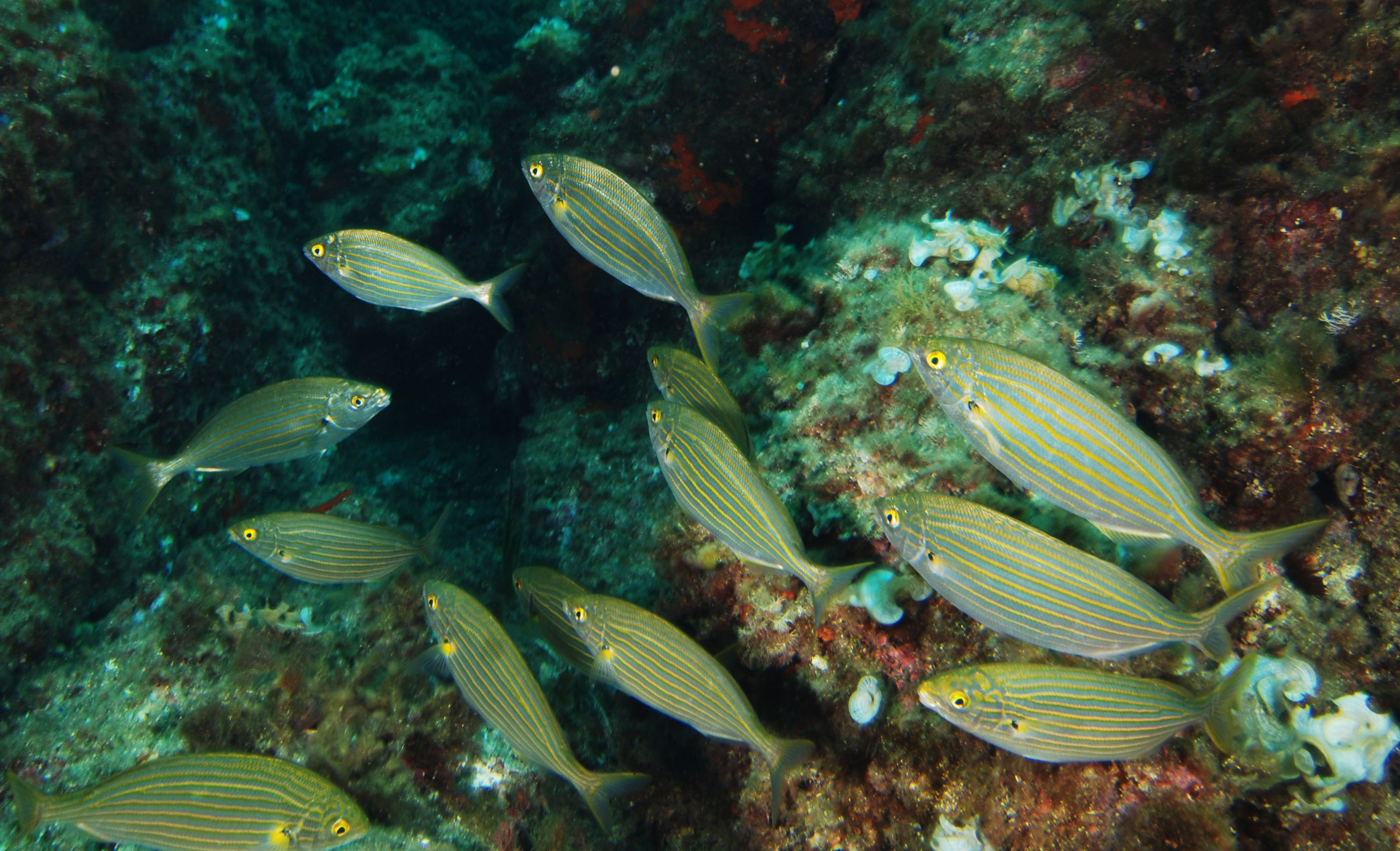
Salpa (Sarpa salpa)

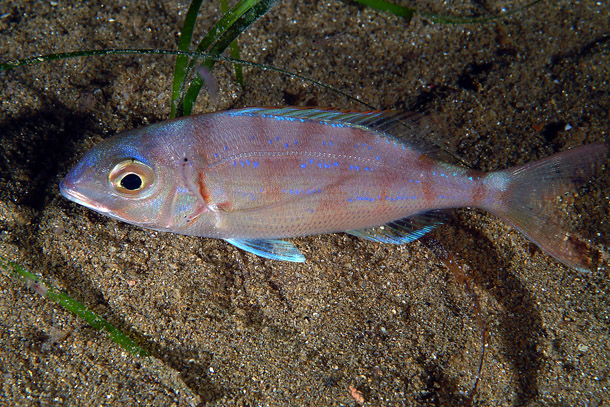
Pagell (Pagellus erythrinus)

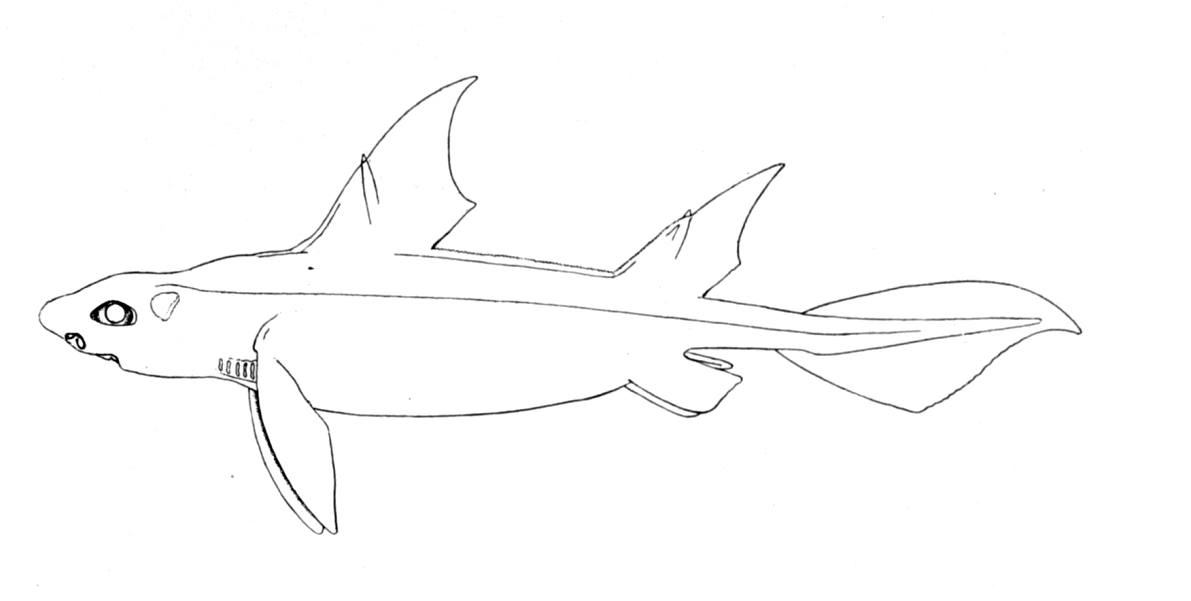
Porc marí (Oxynotus centrina)

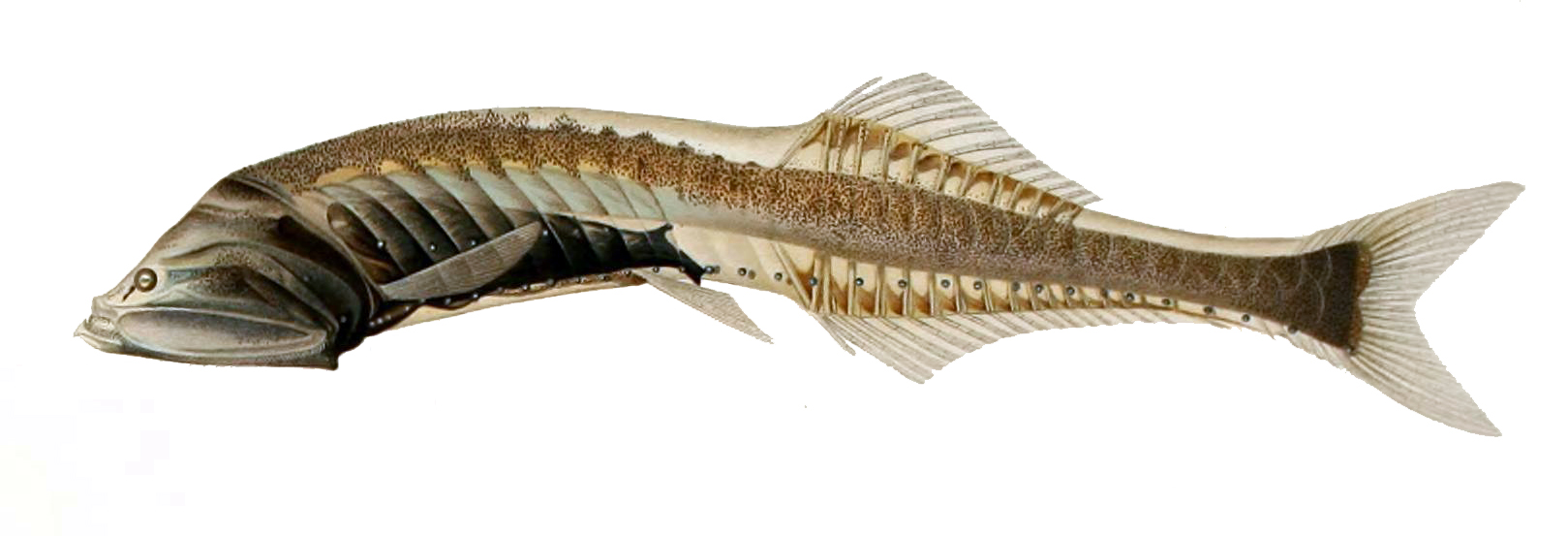
Cyclothone microdon

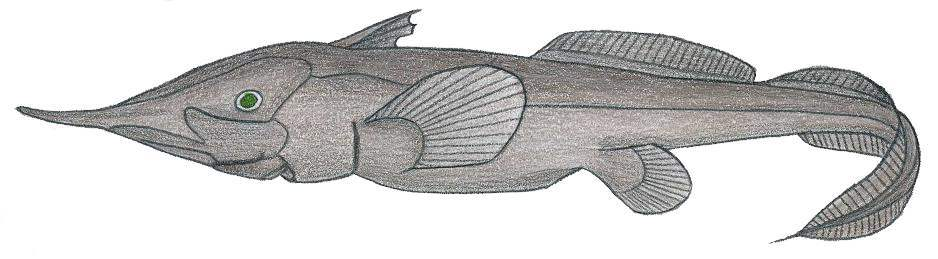
Harriotta haeckeli

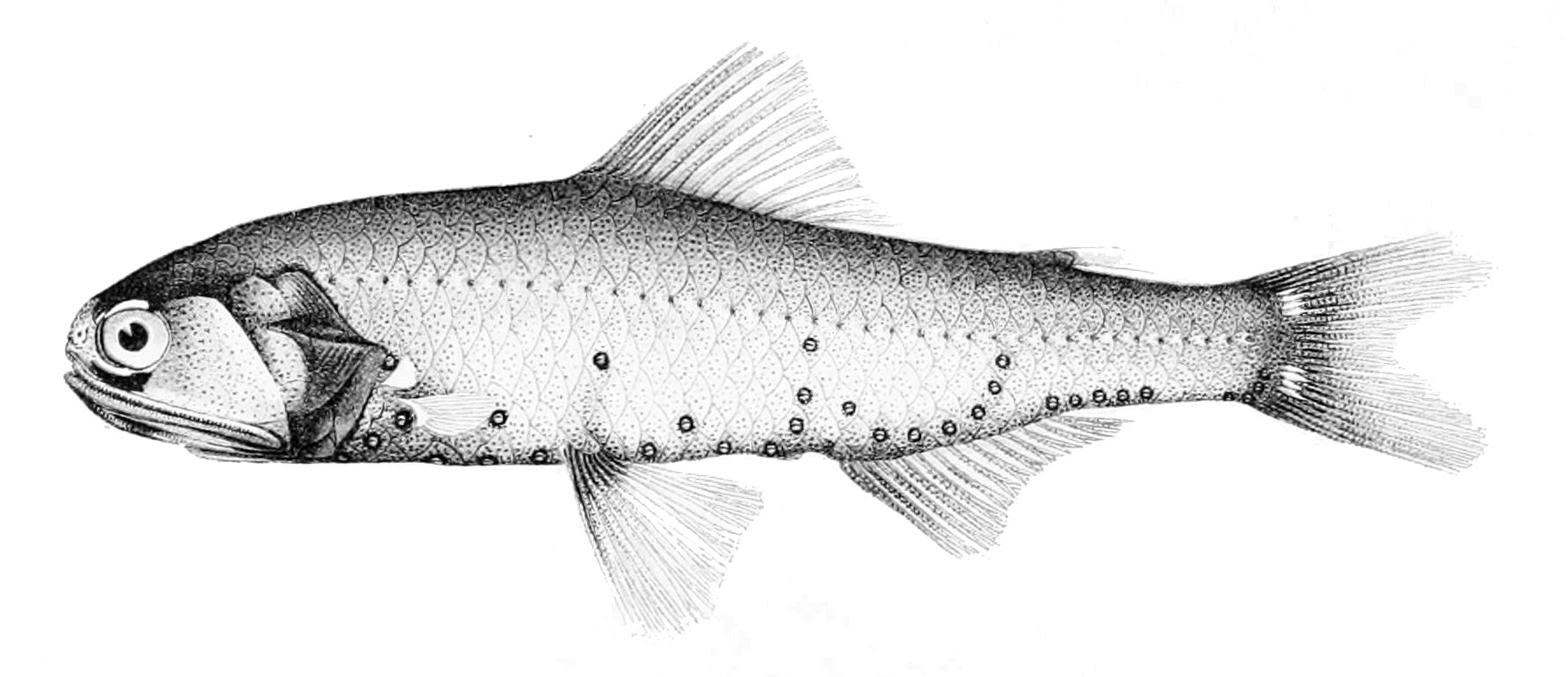
Diaphus adenomus

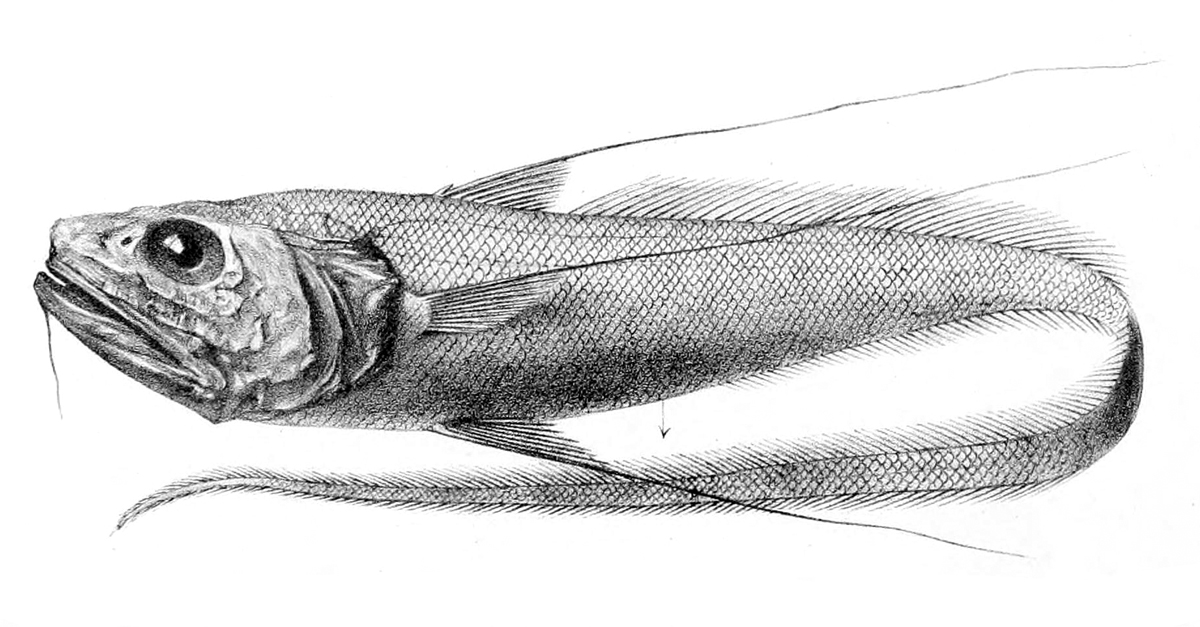
Gadomus longifilis

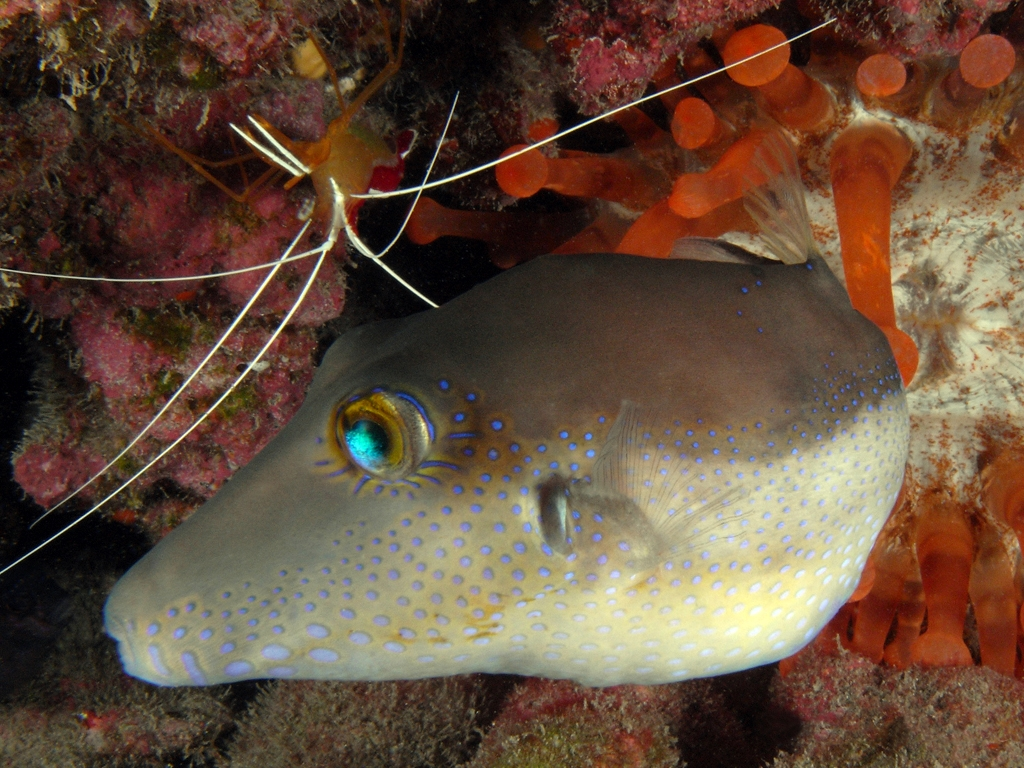
Canthigaster capistrata

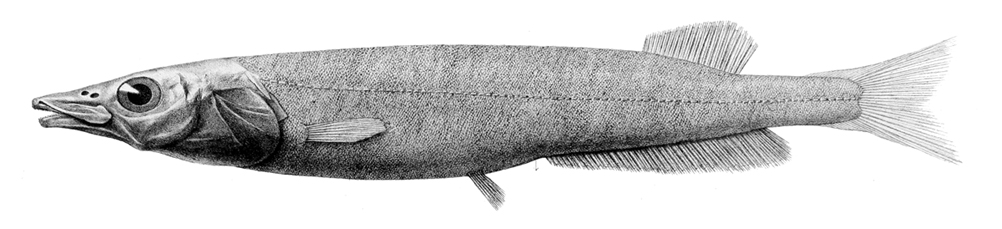
Conocara macropterum

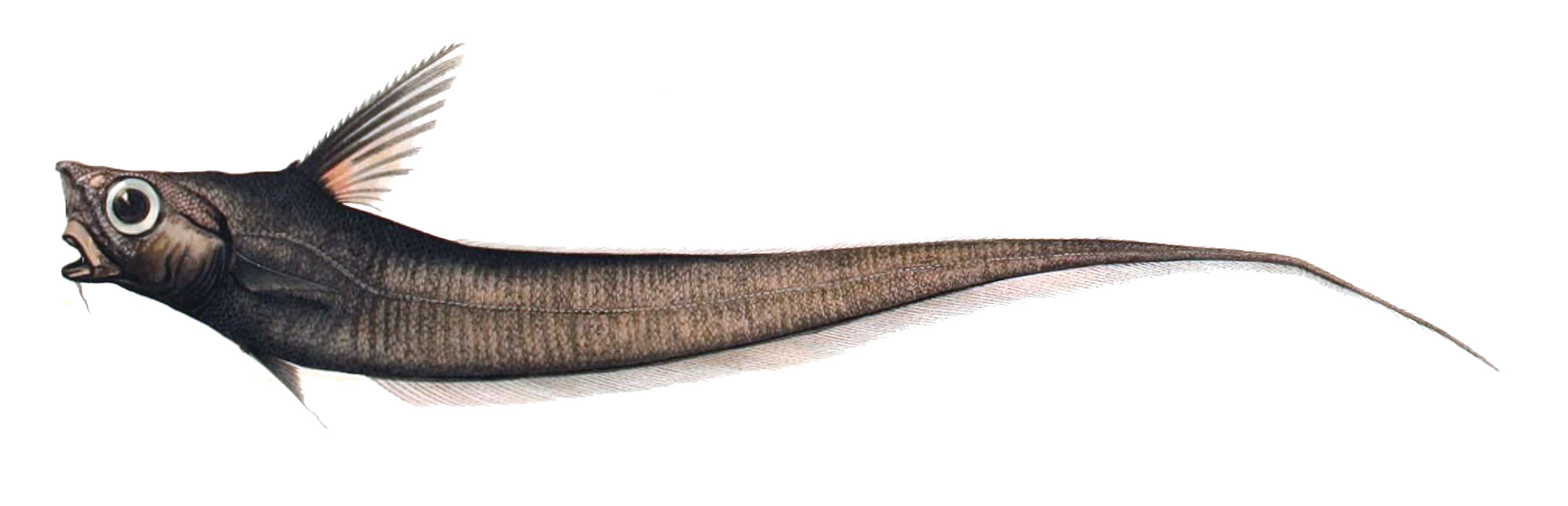
Nezumia sclerorhynchus

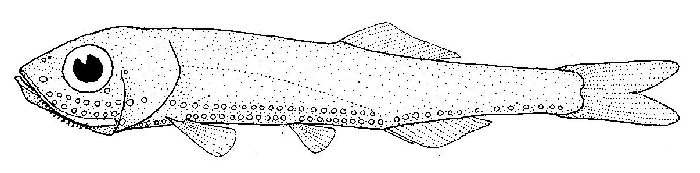
Vinciguerria nimbaria

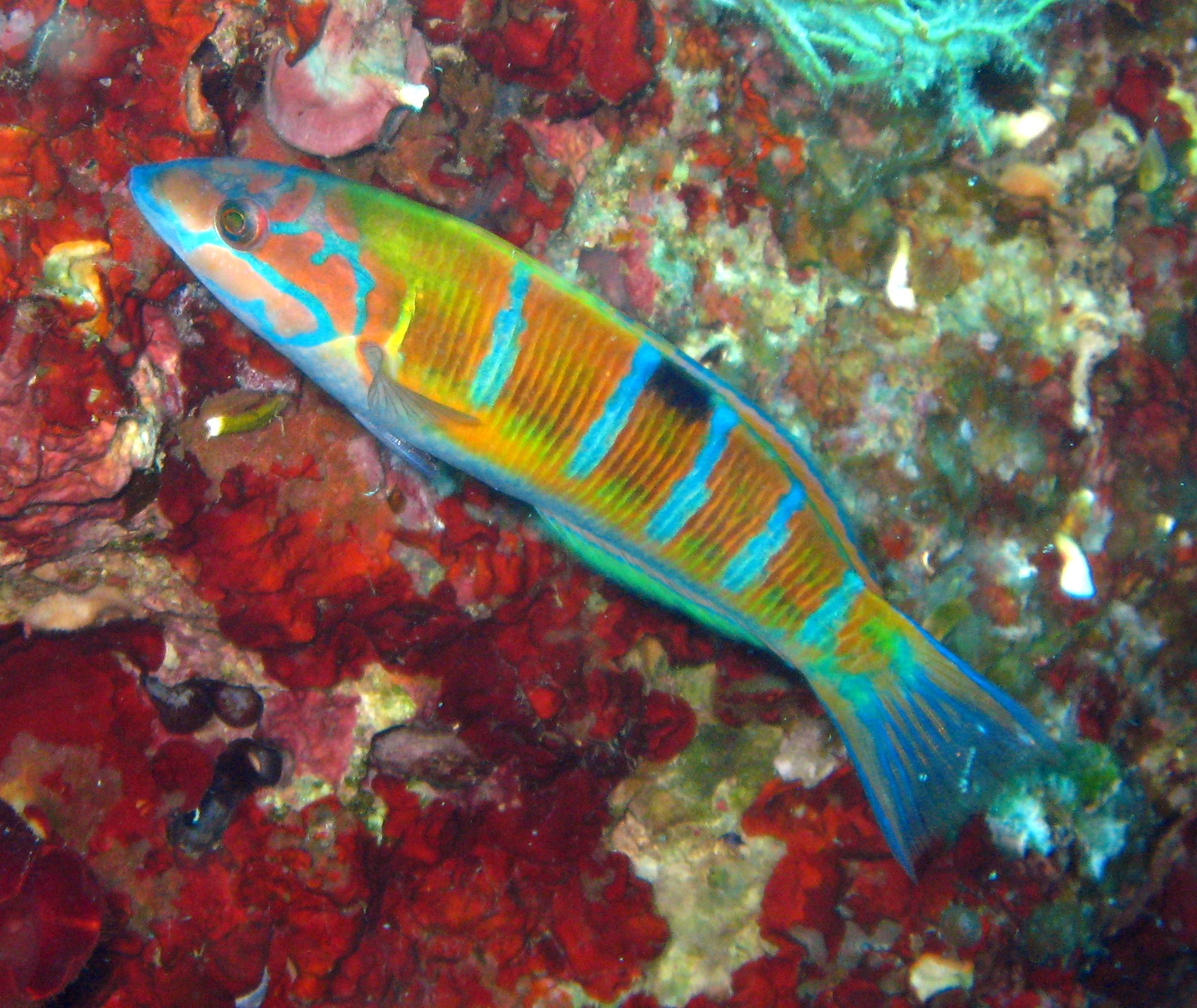
Fadrí (Thalassoma pavo)

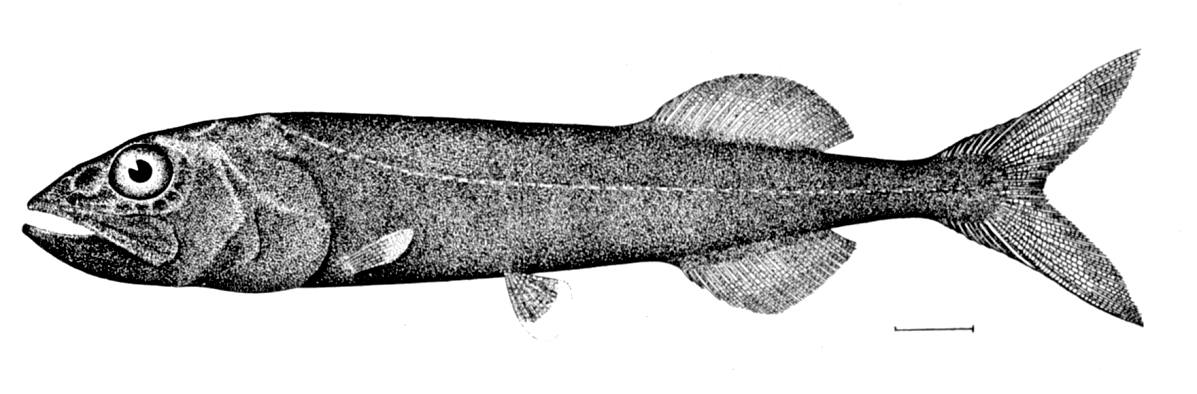
Rouleina attrita

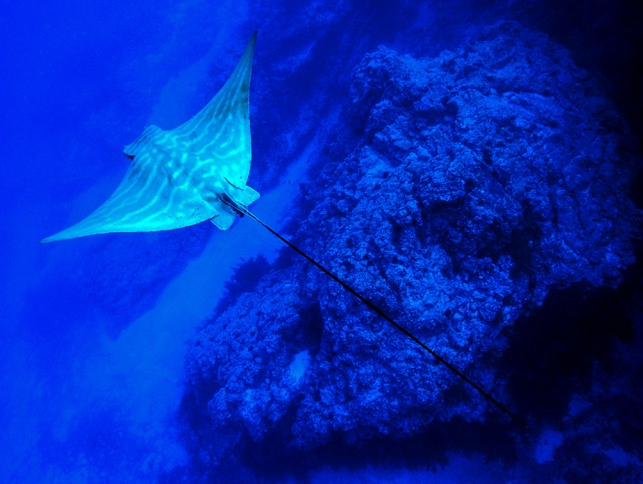
Pteromylaeus bovinus

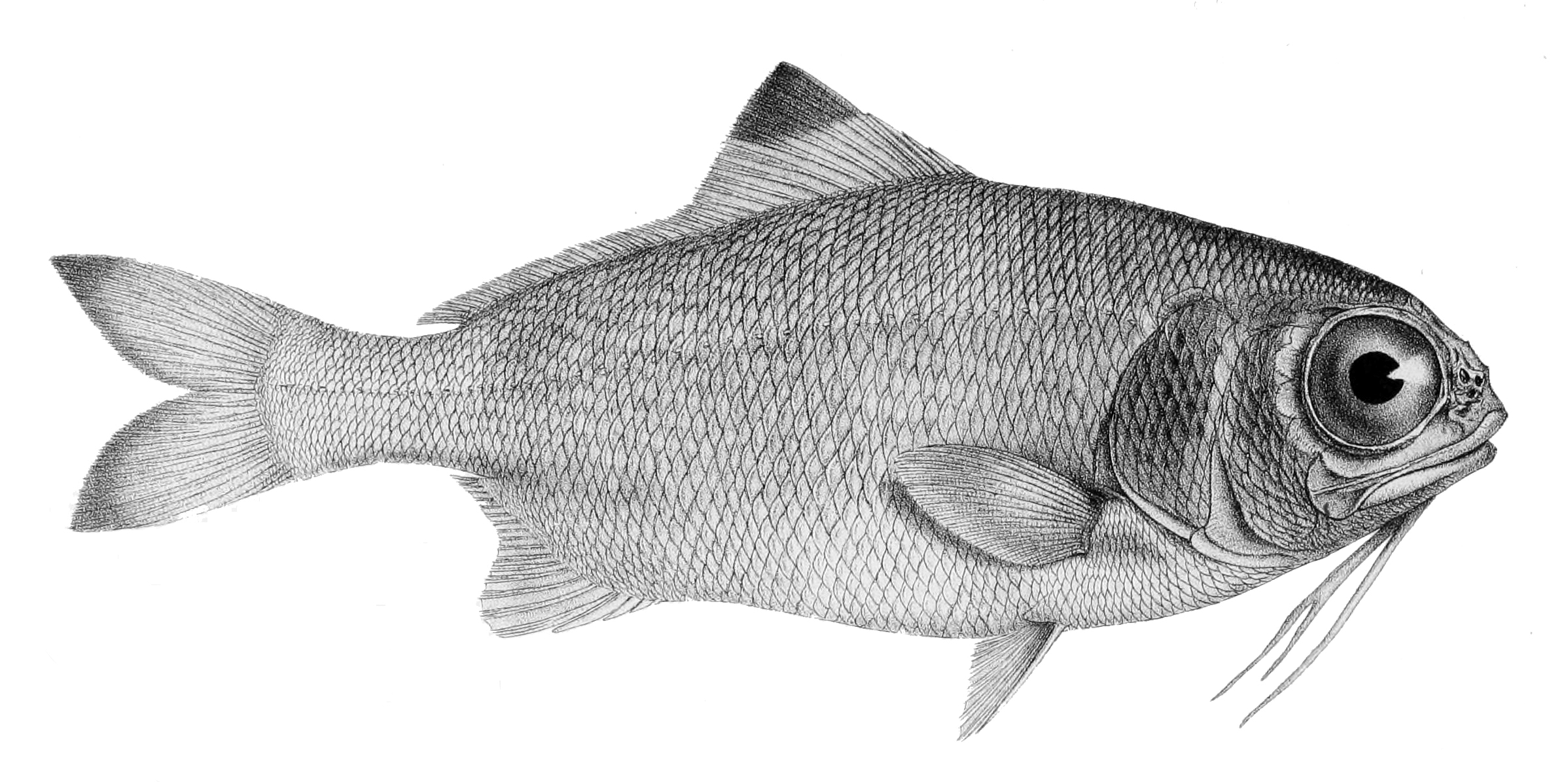
Polymixia nobilis

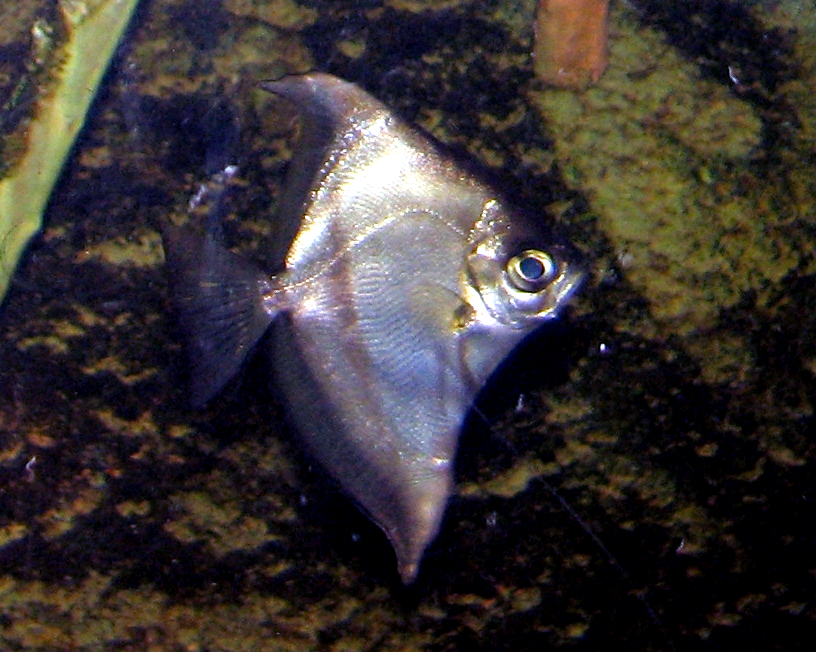
Monodactylus sebae

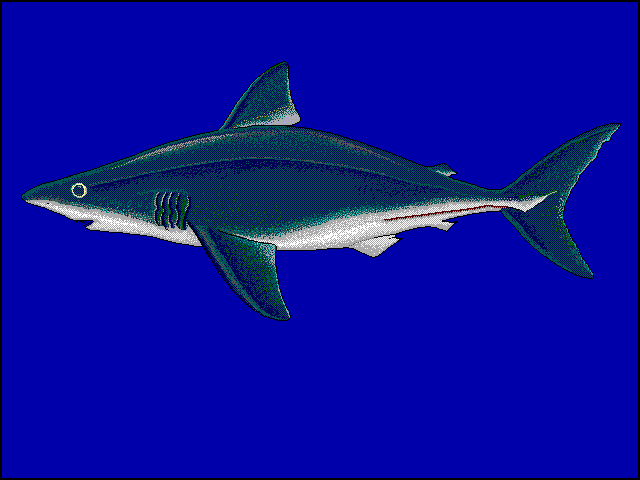
Marraix (Lamna nasus)

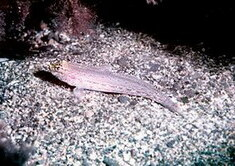
Gobius fallax

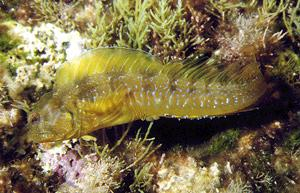
Bavosa de Bath (Parablennius incognitus)

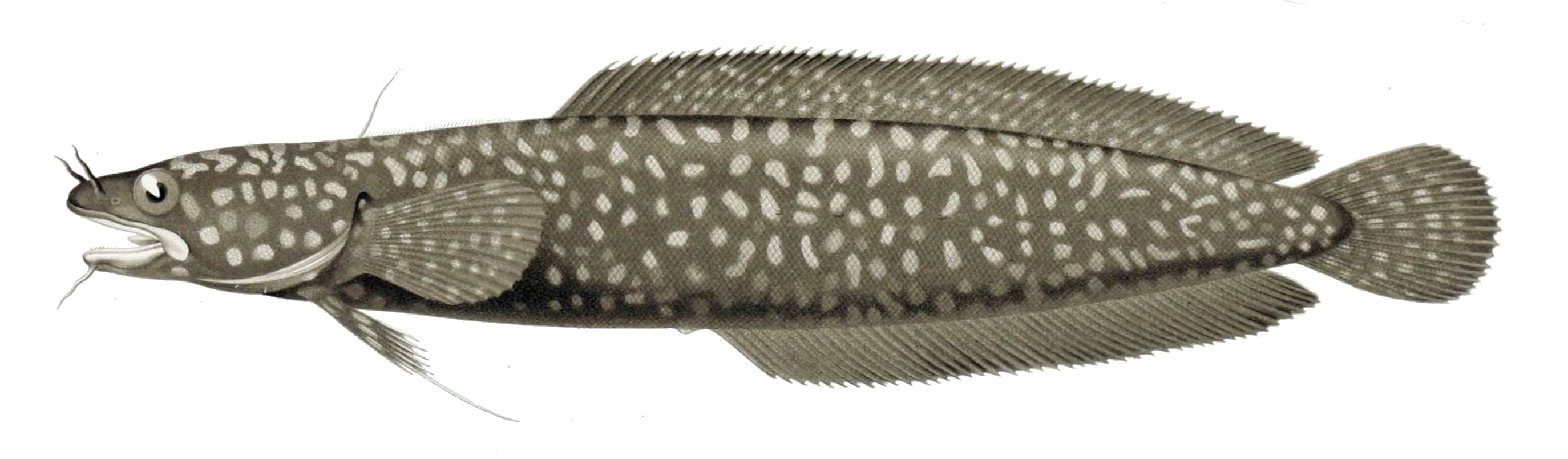
Gaidropsarus guttatus

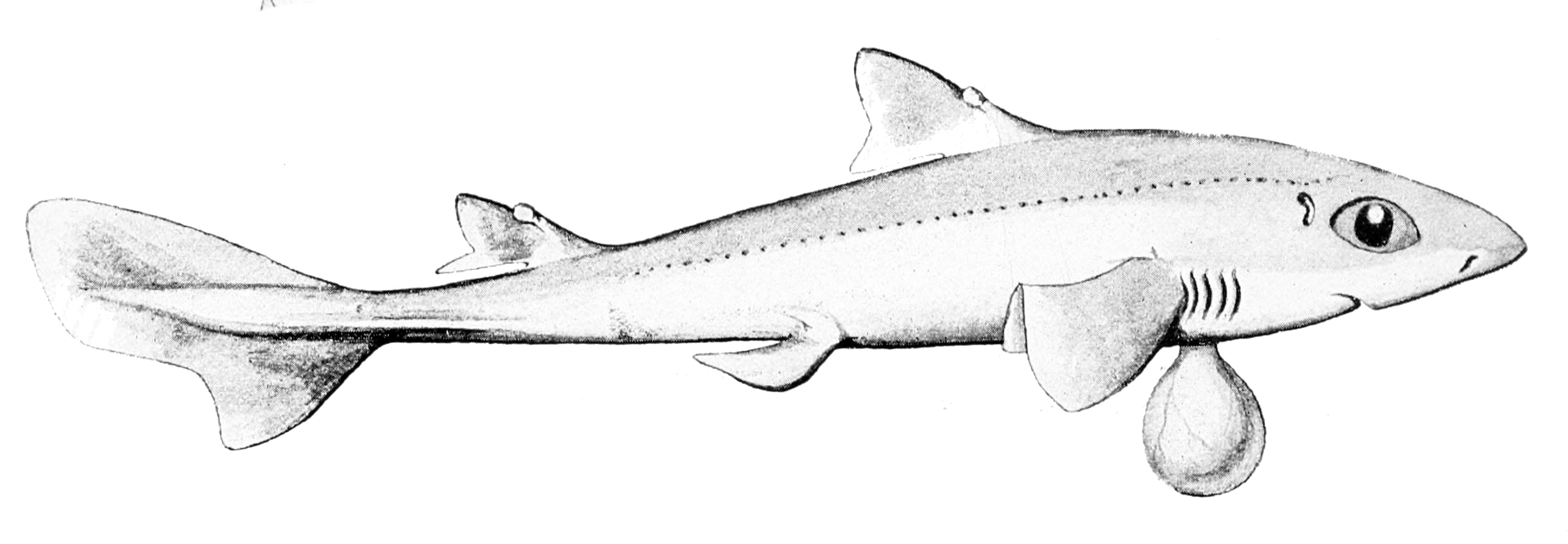
Squalus megalops

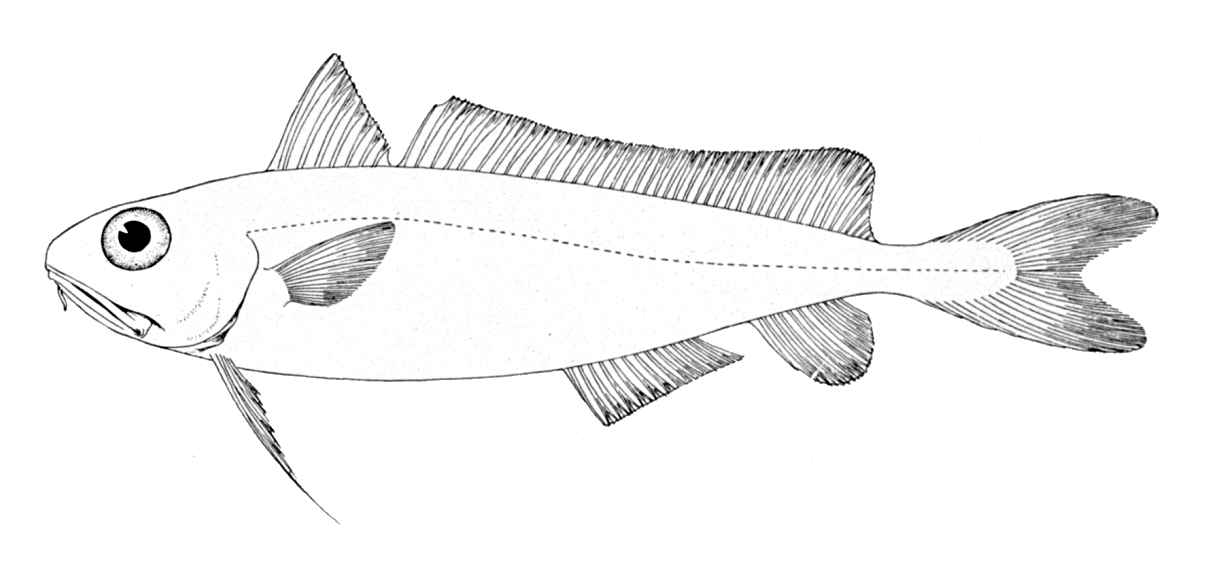
Moranella vera (Mora moro)

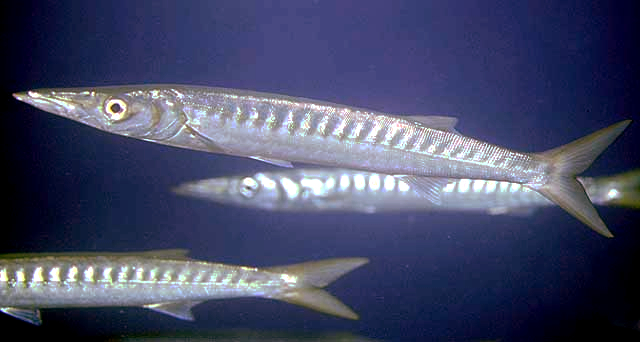
Sphyraena viridensis

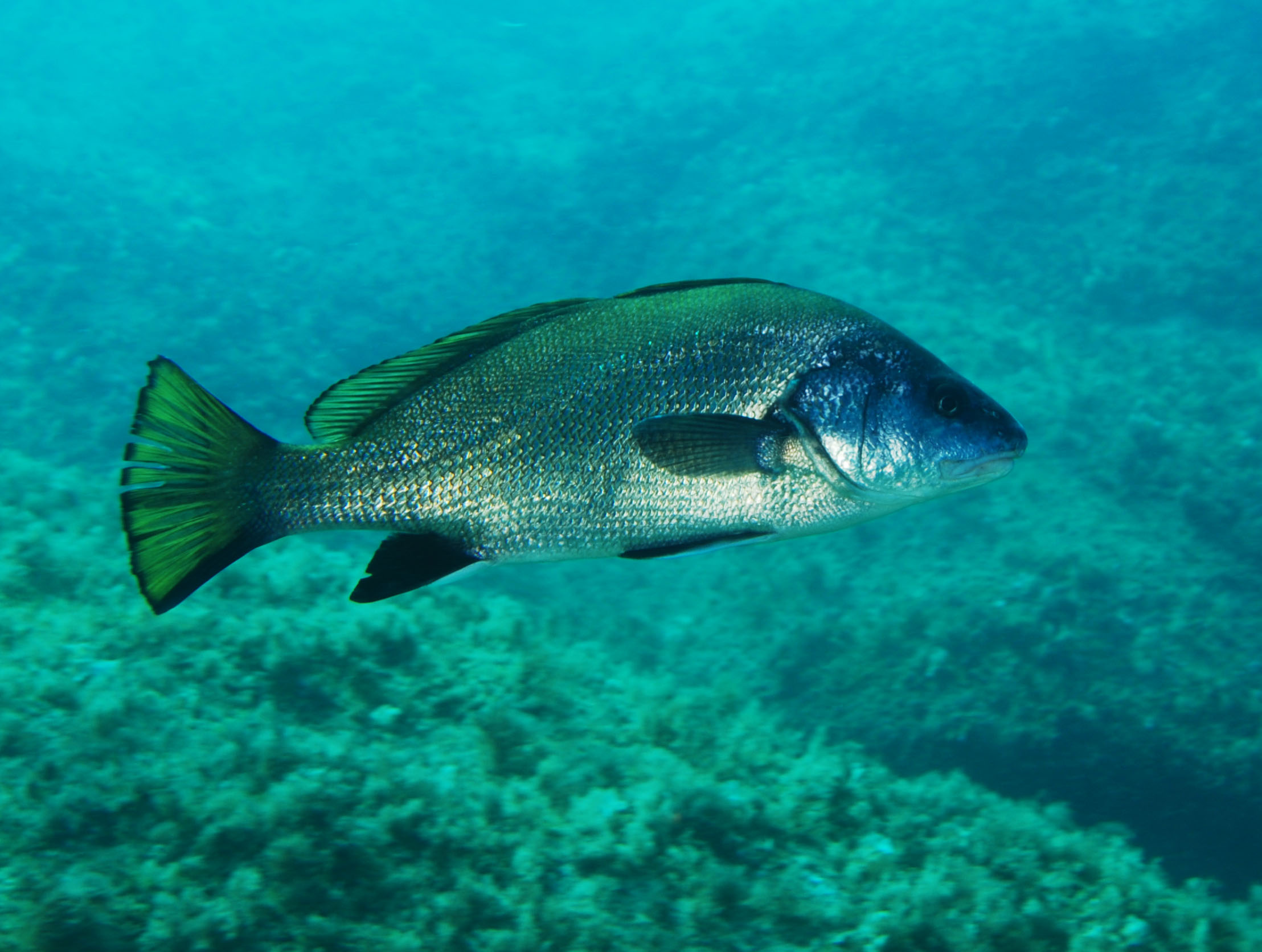
Corball de roca (Sciaena umbra)

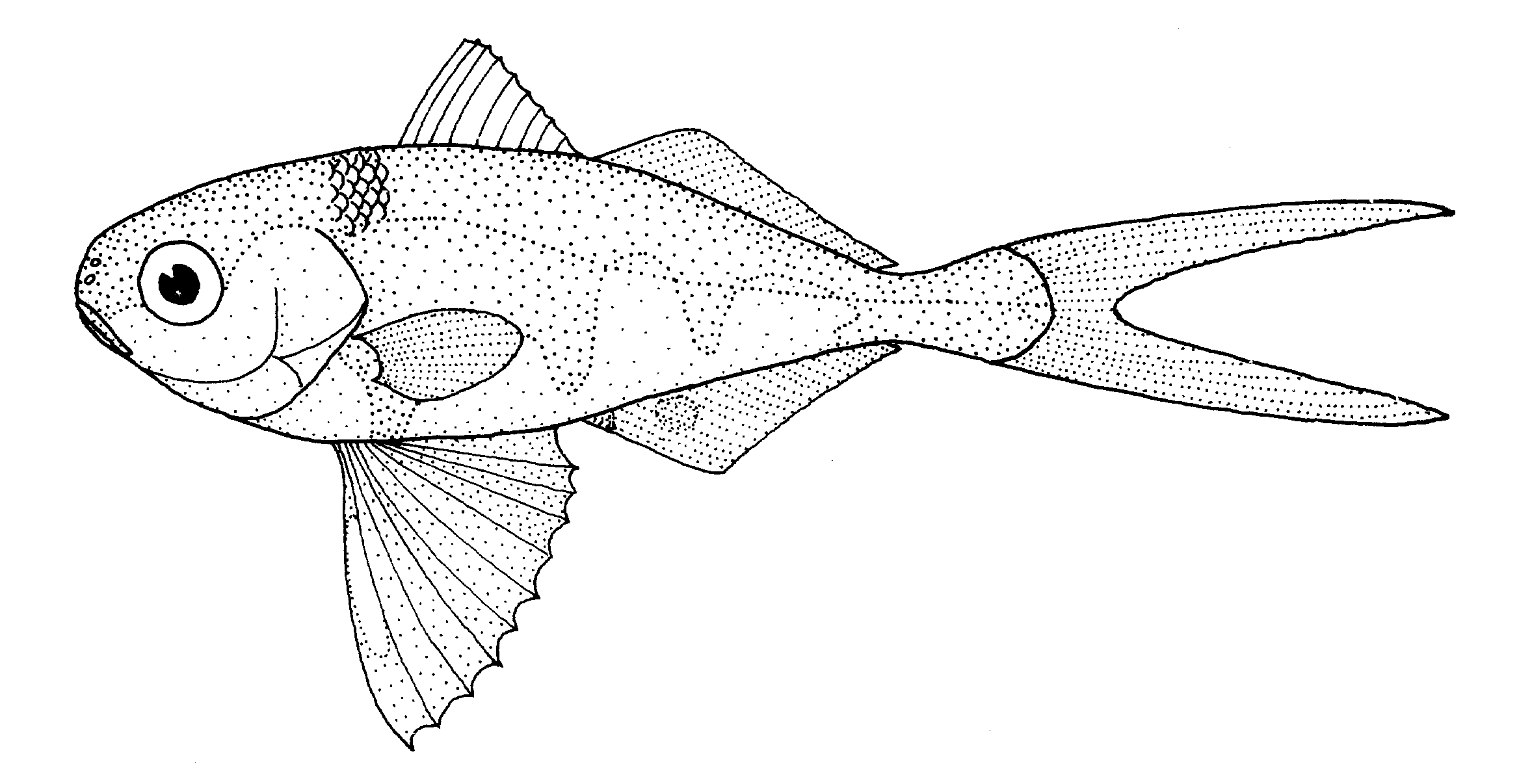
Nomeus gronovii

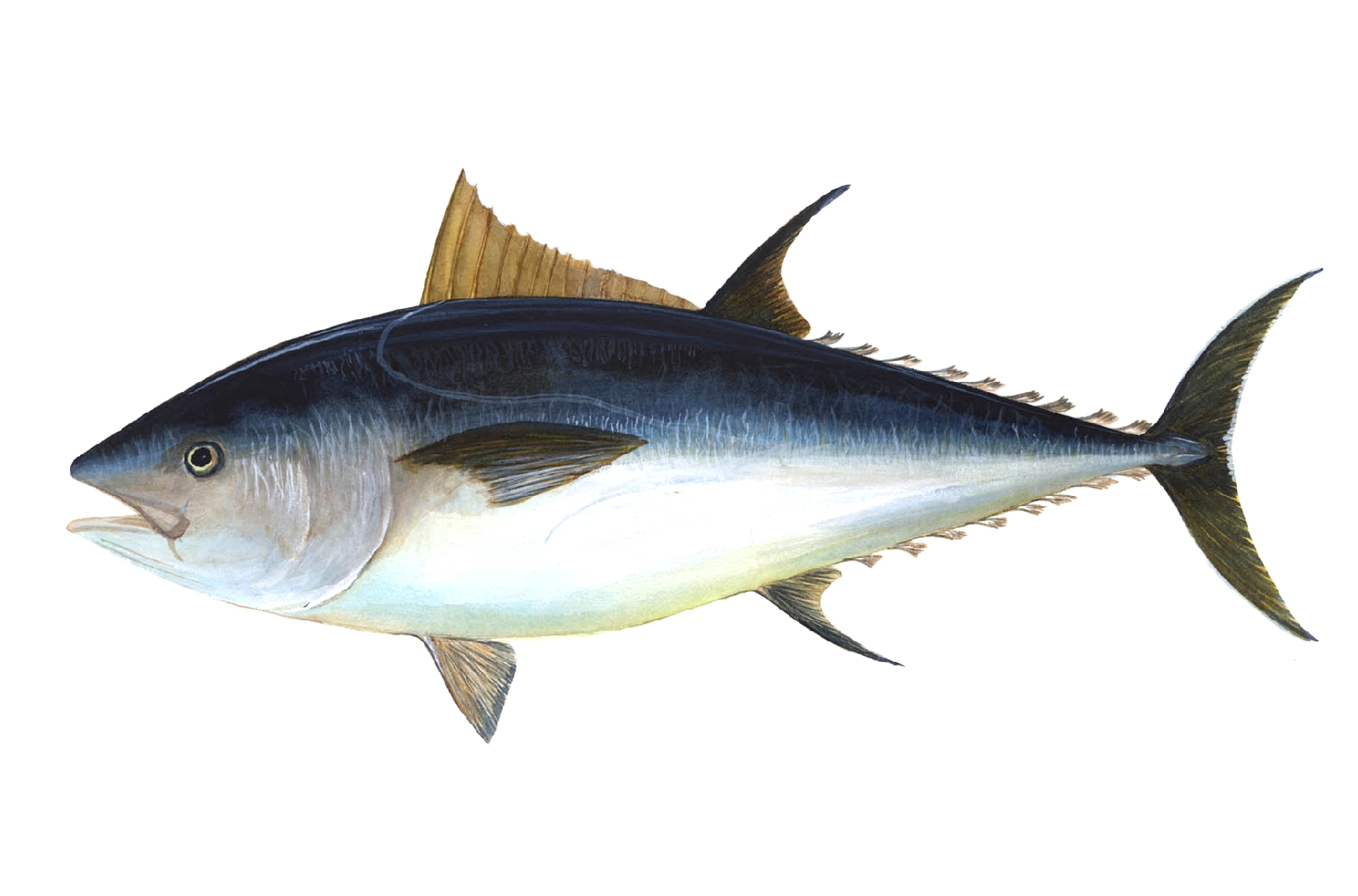
Tonyina d'aleta blava (Thunnus thynnus)

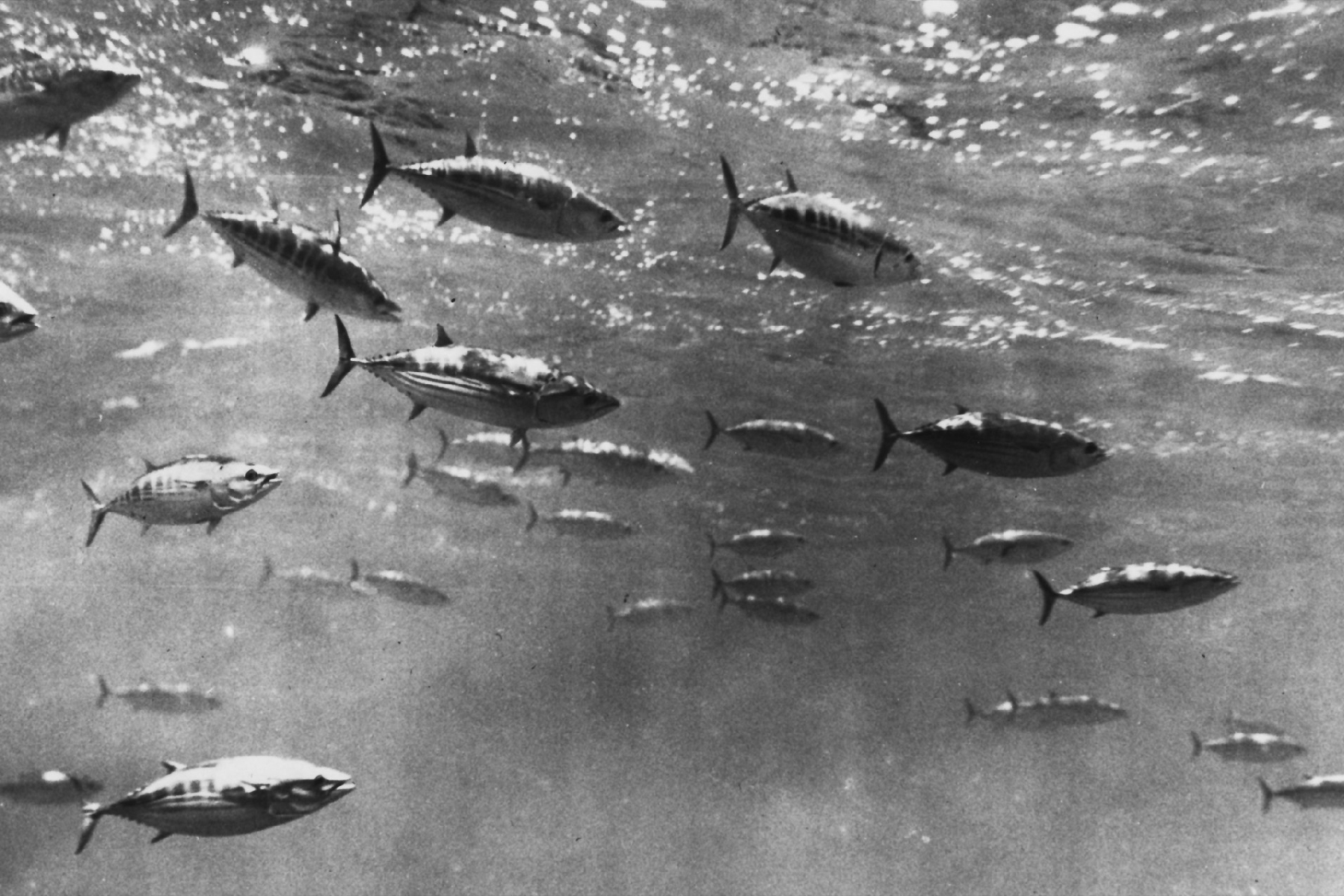
Bonítol ratllat (Katsuwonus pelamis)

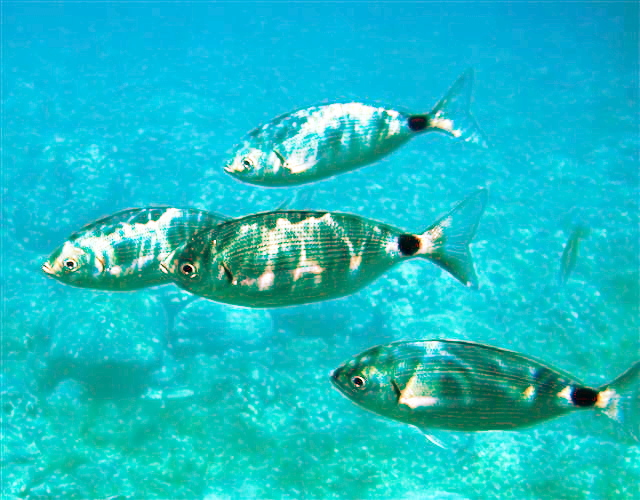
Oblada (Oblada melanura)

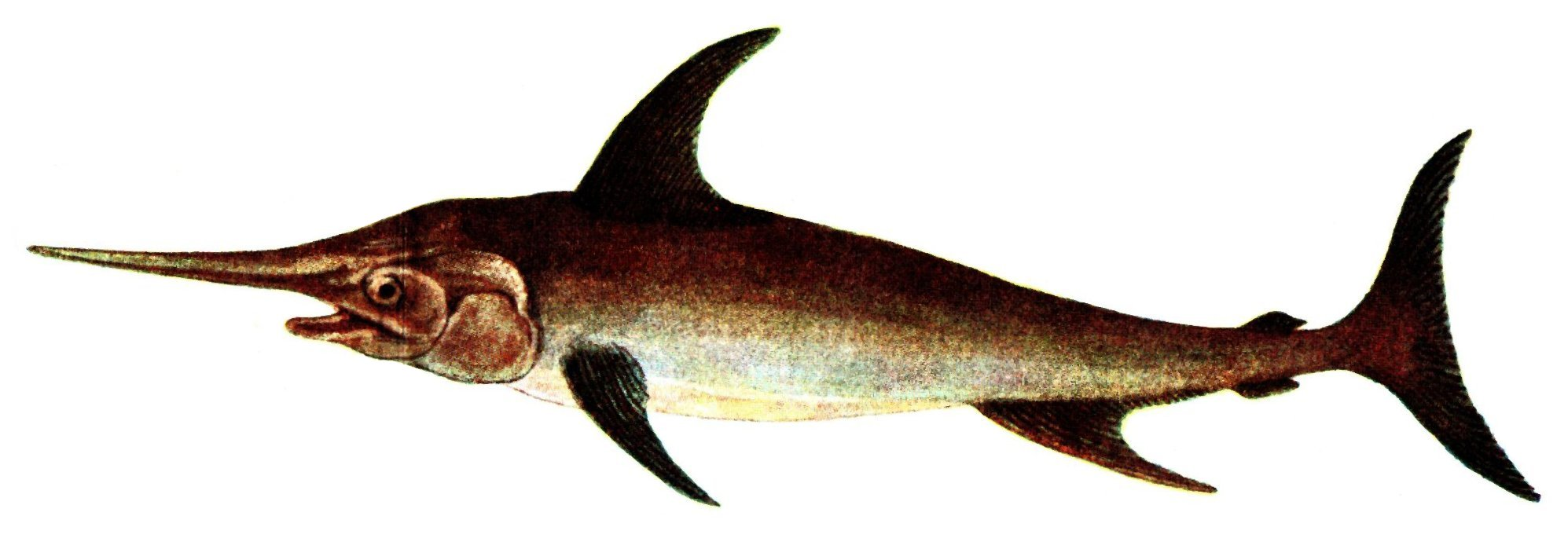
Peix espasa (Xiphias gladius)

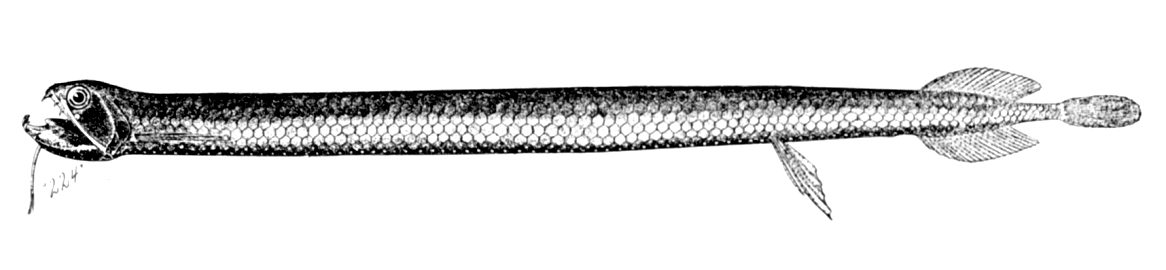
Stomias boa ferox

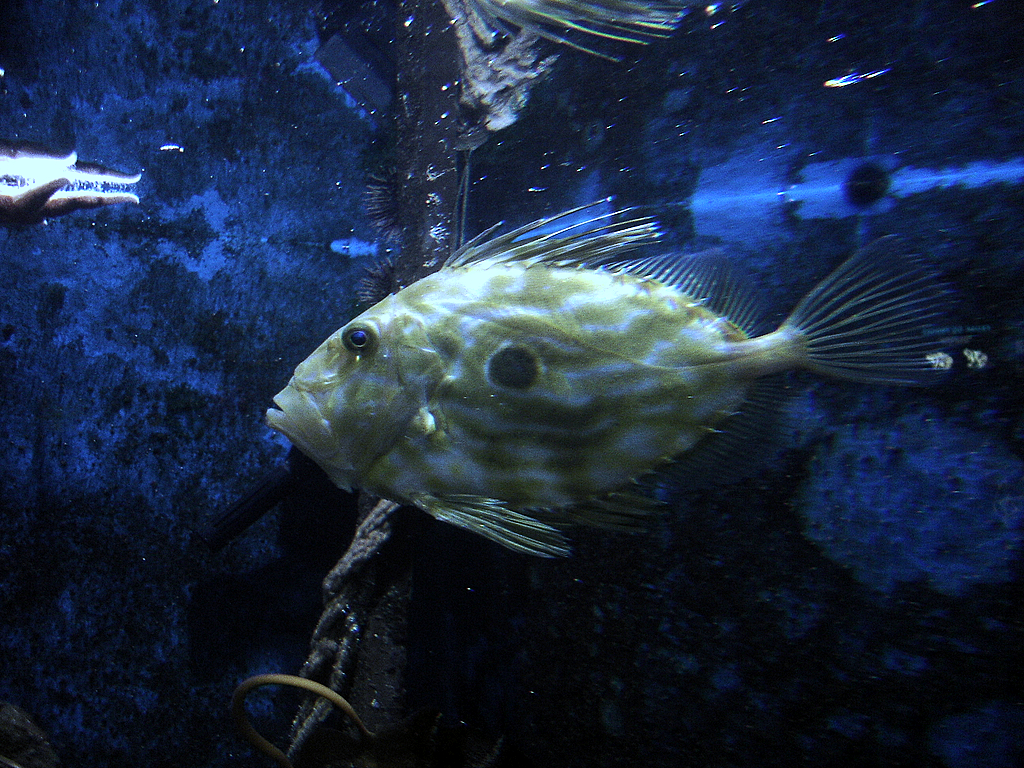
Gall de Sant Pere (Zeus faber)

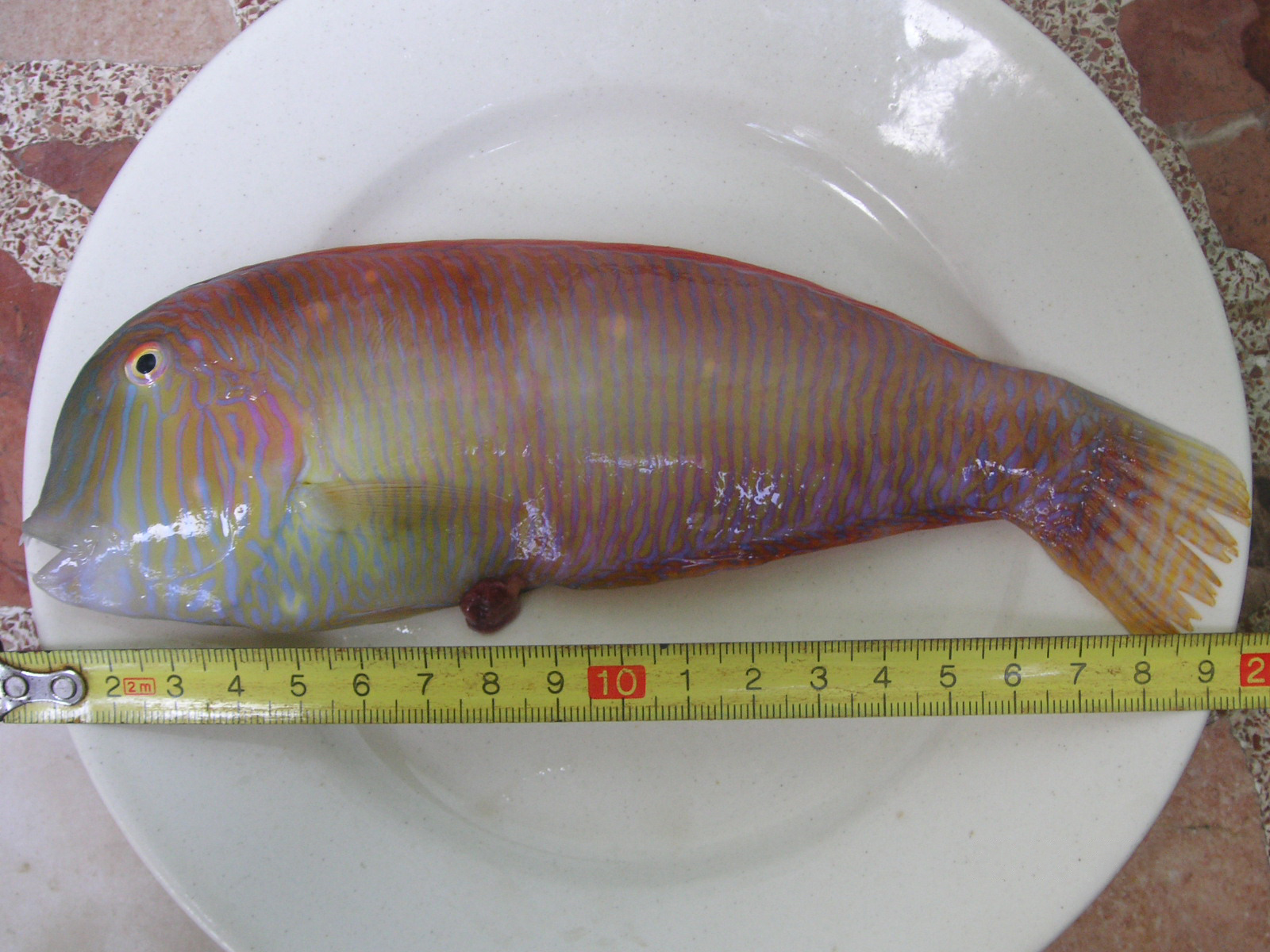
Raor (Xyrichtys novacula)

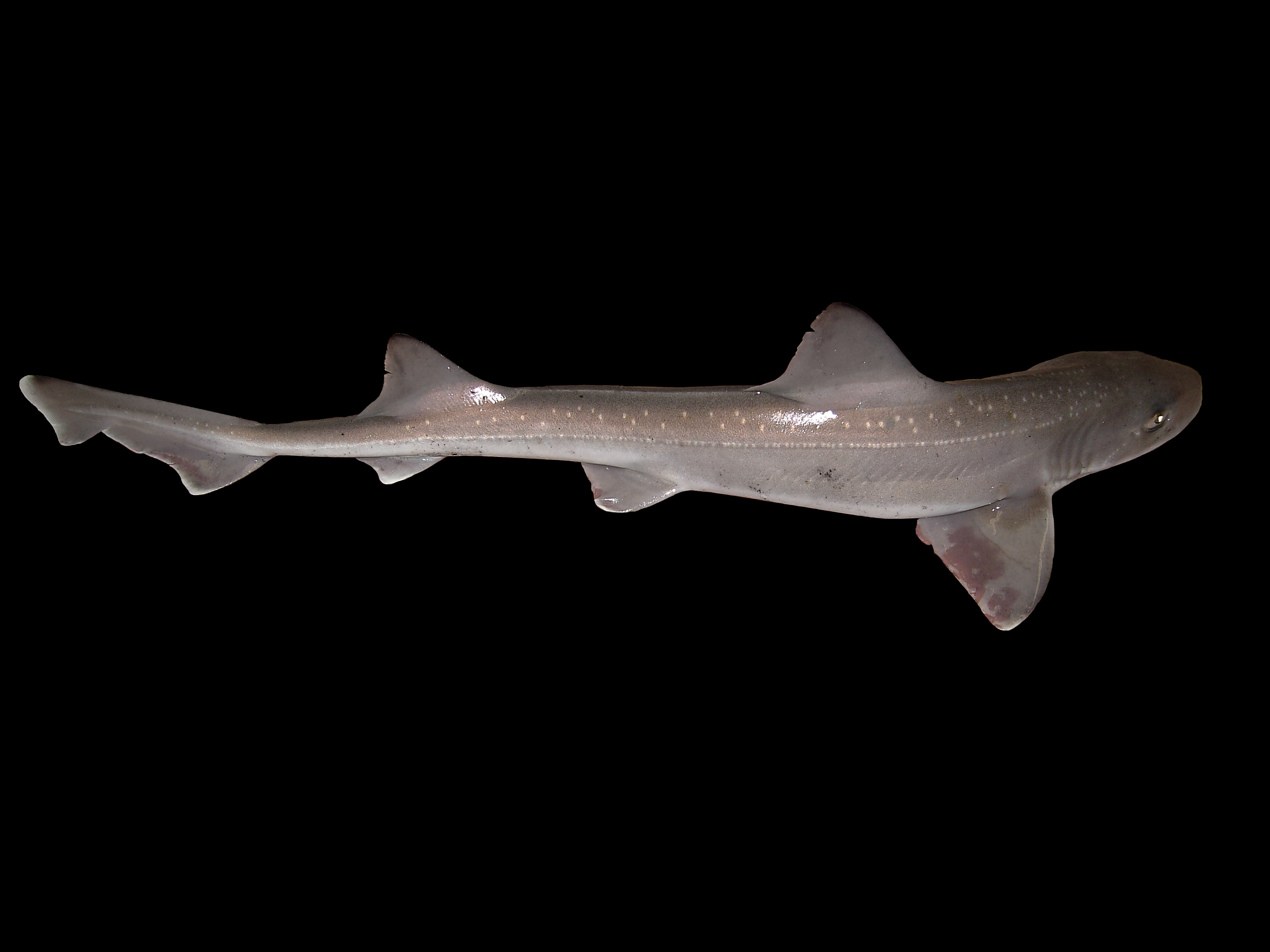
Mussola gravatja (Mustelus asterias)

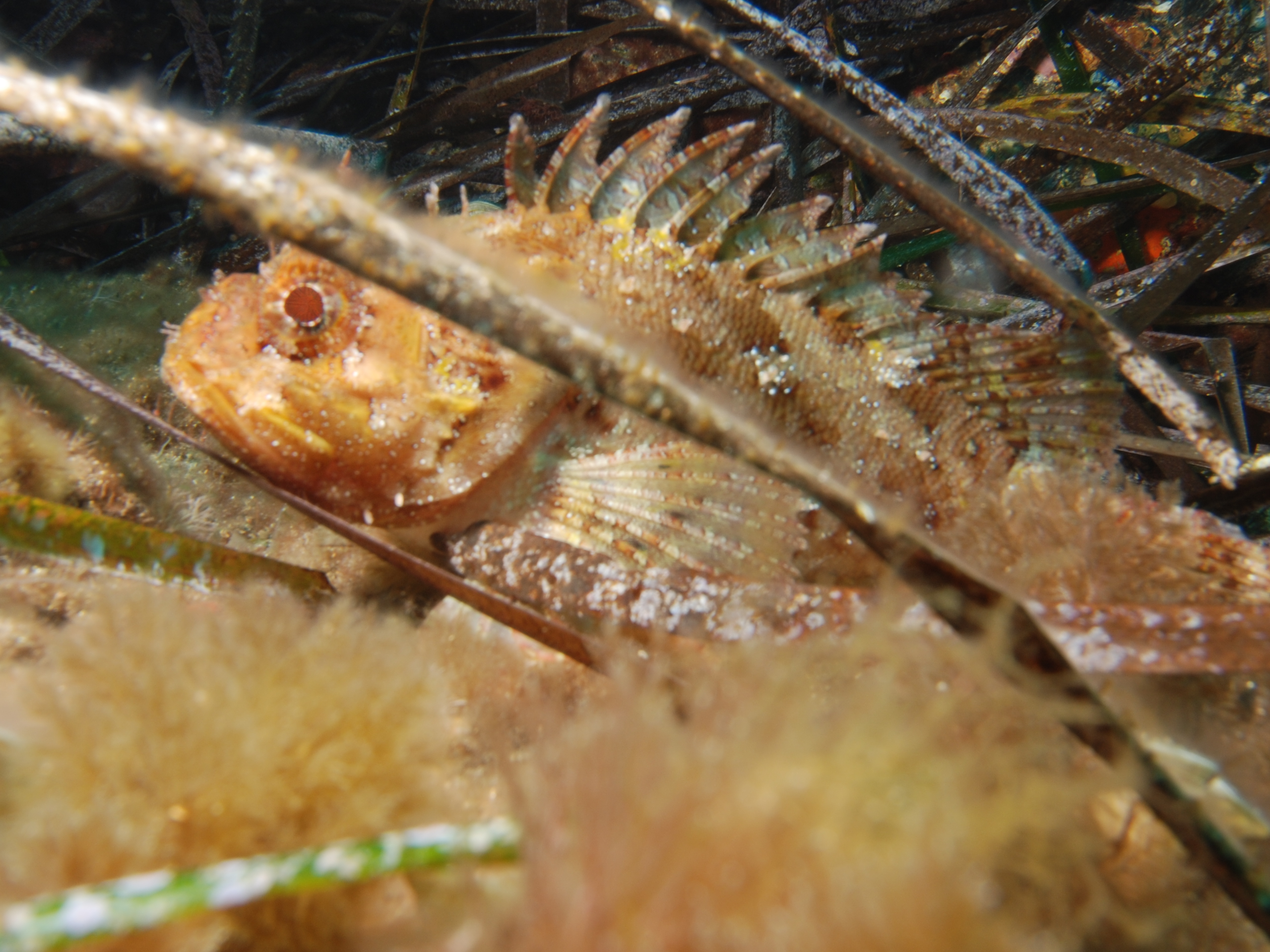
Escórpora fosca (Scorpaena porcus)

Aquesta llista de peixos de les illes Canàries inclou les 545 espècies de peixos que es poden trobar a les illes Canàries ordenades per l'ordre alfabètic de llur nom científic.

## A
- Abudefduf luridus
- Acanthochaenus luetkenii
- Acantholabrus palloni
- Ahliesaurus berryi
- Aldrovandia affinis
- Aldrovandia phalacra
- Alectis alexandrinus
- Alepisaurus ferox
- Alepocephalus australis
- Alepocephalus bairdii
- Alepocephalus rostratus
- Alopias superciliosus
- Alopias vulpinus
- Alosa alosa
- Anguilla anguilla
- Anoplogaster cornuta
- Anotopterus pharao
- Antennarius nummifer
- Anthias anthias
- Apagesoma delosommatus
- Aphanopus intermedius
- Aphyonus gelatinosus
- Apletodon incognitus
- Apletodon pellegrini
- Apogon imberbis
- Apristurus laurussonii
- Arctozenus risso
- Argyripnus atlanticus
- Argyropelecus aculeatus
- Argyropelecus affinis
- Argyropelecus gigas
- Argyropelecus hemigymnus
- Argyropelecus olfersii
- Argyrosomus regius
- Aristostomias lunifer
- Arnoglossus rueppelii
- Astronesthes cyclophotus
- Astronesthes gemmifer
- Astronesthes indicus
- Astronesthes leucopogon
- Astronesthes macropogon
- Astronesthes micropogon
- Astronesthes neopogon
- Astronesthes niger
- Atherina hepsetus
- Atherina presbyter
- Aulopus filamentosus
- Auxis rochei rochei
- Auxis thazard thazard
- Avocettina infans

## B
- Balistes punctatus
- Barbantus curvifrons
- Barbourisia rufa
- Bathophilus digitatus
- Bathophilus longipinnis
- Bathophilus nigerrimus
- Bathophilus pawneei
- Bathophilus vaillanti
- Bathylaco nigricans
- Bathylagichthys greyae
- Bathymicrops regis
- Bathypterois dubius
- Bathysaurus ferox
- Bathysaurus mollis
- Bathysolea profundicola
- Belone belone
- Benthalbella infans
- Benthodesmus simonyi
- Benthosema suborbitale
- Beryx decadactylus
- Beryx splendens
- Bodianus scrofa
- Bodianus speciosus
- Bolinichthys indicus
- Bolinichthys supralateralis
- Bonapartia pedaliota
- Boops boops
- Borostomias elucens
- Borostomias mononema
- Bothus podas

## C
- Callanthias ruber
- Callionymus lyra
- Campogramma glaycos
- Canthigaster capistrata
- Caranx hippos
- Caranx rhonchus
- Carcharhinus brachyurus
- Carcharhinus falciformis
- Carcharhinus galapagensis
- Carcharhinus limbatus
- Carcharhinus longimanus
- Carcharhinus obscurus
- Carcharhinus plumbeus
- Carcharias taurus
- Carcharodon carcharias
- Centracanthus cirrus
- Centrobranchus nigroocellatus
- Centrolabrus trutta
- Centrophorus granulosus
- Centrophorus lusitanicus
- Centrophorus squamosus
- Centroscymnus coelolepis
- Cephalopholis nigri
- Ceratoscopelus maderensis
- Ceratoscopelus warmingii
- Cetomimus gillii
- Cetomimus hempeli
- Cetonurus globiceps
- Cetorhinus maximus
- Cetostoma regani
- Chauliodus danae
- Chauliodus schmidti
- Chauliodus sloani
- Cheilopogon pinnatibarbatus pinnatibarbatus
- Chelidonichthys obscurus
- Chimaera monstrosa
- Chirostomias pliopterus
- Chlorophthalmus agassizi
- Chromis chromis
- Chromis limbata
- Chromogobius britoi
- Coelorinchus caelorhincus
- Coelorinchus labiatus
- Conger conger
- Conocara macropterum
- Conocara murrayi
- Coris julis
- Coryphaena equiselis
- Coryphaena hippurus[1]
- Coryphaenoides profundicolus
- Coryphaenoides thelestomus
- Coryphoblennius galerita
- Cyclothone acclinidens
- Cyclothone alba
- Cyclothone braueri
- Cyclothone livida
- Cyclothone microdon
- Cyclothone obscura
- Cyclothone pallida
- Cyclothone pseudopallida

## D
- Dalatias licha
- Dasyatis centroura
- Dasyatis margarita
- Dasyatis pastinaca
- Deania calcea
- Deania profundorum
- Decapterus punctatus
- Dentex dentex
- Dentex gibbosus
- Dentex macrophthalmus
- Derichthys serpentinus
- Diaphus adenomus
- Diaphus bertelseni
- Diaphus brachycephalus
- Diaphus dumerilii
- Diaphus effulgens
- Diaphus fragilis
- Diaphus garmani
- Diaphus holti
- Diaphus lucidus
- Diaphus luetkeni
- Diaphus metopoclampus
- Diaphus mollis
- Diaphus perspicillatus
- Diaphus rafinesquii
- Diaphus splendidus
- Diaphus termophilus
- Dicentrarchus labrax
- Didogobius kochi
- Diogenichthys atlanticus
- Diplecogaster bimaculata pectoralis
- Diplecogaster ctenocrypta
- Diplodus annularis
- Diplodus cervinus cervinus
- Diplodus puntazzo
- Diplodus sargus cadenati
- Diplodus sargus sargus
- Diplodus vulgaris
- Diplophos taenia
- Diplospinus multistriatus
- Dipturus batis
- Dipturus oxyrinchus
- Diretmus argenteus
- Ditropichthys storeri
- Dolicholagus longirostris
- Dolichopteryx longipes

## E
- Echelus myrus
- Echiichthys vipera
- Echinorhinus brucus
- Echiostoma barbatum
- Enchelycore anatina
- Engraulis encrasicolus
- Epigonus telescopus
- Epinephelus caninus
- Epinephelus costae
- Epinephelus marginatus
- Etmopterus pusillus
- Eurypharynx pelecanoides
- Eustomias filifer
- Eustomias fissibarbis
- Eustomias lipochirus
- Eustomias longibarba
- Eustomias macronema
- Eustomias obscurus
- Eustomias schmidti
- Eustomias simplex
- Eustomias tetranema
- Euthynnus alletteratus
- Evermannella balbo
- Evermannella melanoderma
- Exocoetus obtusirostris
- Exocoetus volitans

## F
- Flagellostomias boureei

## G
- Gadella maraldi
- Gadomus arcuatus
- Gadomus longifilis
- Gaidropsarus granti
- Gaidropsarus guttatus
- Galeocerdo cuvier
- Galeoides decadactylus
- Galeorhinus galeus
- Galeus melastomus
- Gempylus serpens
- Gephyroberyx darwinii
- Ginglymostoma cirratum
- Girella zonata
- Glossanodon leioglossus
- Gnatholepis thompsoni
- Gobius fallax
- Gobius gasteveni
- Gobius niger
- Gobius paganellus
- Gobius xanthocephalus
- Gonichthys cocco
- Gonostoma atlanticum
- Gonostoma denudatum
- Gonostoma elongatum
- Grammicolepis brachiusculus[2]
- Gymnothorax bacalladoi[3]
- Gymnothorax unicolor
- Gymnothorax vicinus
- Gymnura altavela

## H
- Halosauropsis macrochir
- Halosaurus guentheri
- Halosaurus johnsonianus
- Halosaurus ovenii
- Harriotta haeckeli
- Harriotta raleighana
- Helicolenus dactylopterus dactylopterus
- Hemiramphus balao
- Heptranchias perlo
- Heteroconger longissimus
- Heteropriacanthus cruentatus
- Hexanchus griseus
- Hippocampus hippocampus
- Hirundichthys rondeletii
- Hirundichthys speculiger
- Holcomycteronus squamosus
- Holtbyrnia macrops
- Hoplostethus mediterraneus mediterraneus
- Hygophum benoiti
- Hygophum hygomii
- Hygophum reinhardtii
- Hygophum taaningi
- Hymenocephalus italicus

## I
- Ichthyococcus ovatus
- Idiacanthus fasciola
- Ilyophis brunneus
- Istiophorus albicans
- Isurus oxyrinchus
- Isurus paucus

## K
- Katsuwonus pelamis

## L
- Labichthys carinatus
- Labrisomus nuchipinnis
- Lamna nasus
- Lampadena chavesi
- Lampadena pontifex
- Lampadena speculigera
- Lampadena urophaos atlantica
- Lampanyctus alatus
- Lampanyctus crocodilus
- Lampanyctus festivus
- Lampanyctus photonotus
- Lampanyctus pusillus
- Lampris guttatus
- Lebetus guilleti
- Lepadogaster candolii
- Lepadogaster purpurea
- Lepadogaster zebrina
- Lepidocybium flavobrunneum
- Lepidophanes gaussi
- Lepidophanes guentheri
- Lepidopus caudatus
- Leptoderma macrops
- Leptostomias gladiator
- Leptostomias gracilis
- Leptostomias haplocaulus
- Leptostomias longibarba
- Lestidiops jayakari jayakari
- Lestidiops sphyrenoides
- Lichia amia
- Lipophrys pholis
- Lithognathus mormyrus
- Lobianchia dofleini
- Lobianchia gemellarii
- Lophotus lacepede
- Loweina rara

## M
- Macroparalepis affinis
- Macroparalepis nigra
- Magnisudis atlantica
- Makaira nigricans
- Malacocephalus occidentalis
- Malacosteus niger
- Manta alfredi
- Manta birostris
- Margrethia obtusirostra
- Masturus lanceolatus
- Mauligobius maderensis
- Maulisia mauli
- Maurolicus muelleri
- Megalops atlanticus
- Melamphaes longivelis
- Melamphaes simus
- Melamphaes suborbitalis
- Melamphaes typhlops
- Melanolagus bericoides
- Melanostomias bartonbeani
- Melanostomias biseriatus
- Melanostomias macrophotus
- Melanostomias tentaculatus
- Melanostomias valdiviae
- Merluccius senegalensis
- Microchirus theophila
- Minyichthys sentus
- Mobula mobular
- Monochirus hispidus
- Monodactylus sebae
- Mora moro
- Mullus barbatus barbatus
- Mullus surmuletus
- Muraena augusti
- Muraena helena
- Mustelus asterias
- Mustelus mustelus
- Mycteroperca fusca
- Myctophum affine
- Myctophum nitidulum
- Myctophum punctatum
- Myctophum selenops
- Myliobatis aquila
- Myrichthys pardalis

## N
- Nannobrachium atrum
- Nannobrachium cuprarium
- Nannobrachium lineatum
- Nansenia oblita
- Naucrates ductor
- Nealotus tripes
- Neonesthes capensis
- Neoscopelus macrolepidotus
- Neoscopelus microchir
- Nesiarchus nasutus
- Nessorhamphus ingolfianus
- Nettenchelys dionisi[4]
- Nezumia aequalis
- Nezumia sclerorhynchus
- Nomeus gronovii
- Normichthys operosus
- Notolychnus valdiviae
- Notoscopelus caudispinosus
- Notoscopelus resplendens

## O
- Oblada melanura
- Odontaspis ferox
- Odontomacrurus murrayi
- Ophioblennius atlanticus
- Opisthoproctus grimaldii
- Opisthoproctus soleatus
- Oxynotus centrina

## P
- Pachycara crassiceps
- Pagellus acarne
- Pagellus bellottii
- Pagellus bogaraveo
- Pagellus erythrinus
- Pagrus auriga
- Pagrus caeruleostictus
- Pagrus pagrus
- Parablennius gattorugine
- Parablennius incognitus
- Parablennius parvicornis
- Parablennius pilicornis
- Parablennius sanguinolentus
- Paralepis coregonoides
- Paralipophrys trigloides
- Parapristipoma humile
- Pegusa lascaris
- Photonectes braueri
- Photonectes dinema
- Photonectes margarita
- Photonectes parvimanus
- Photostomias guernei
- Phycis phycis
- Physiculus dalwigki
- Platytroctes apus
- Pollichthys mauli
- Polyacanthonotus africanus
- Polyacanthonotus challengeri
- Polyipnus polli
- Polymetme corythaeola
- Polymetme thaeocoryla
- Polymixia nobilis
- Polyprion americanus
- Pomadasys incisus
- Pomatoschistus pictus
- Pontinus kuhlii[5]
- Poromitra capito
- Poromitra megalops
- Prionace glauca
- Pristis pectinata
- Pristis pristis
- Promethichthys prometheus
- Psettodes bennettii
- Pseudocaranx dentex
- Pseudophichthys splendens
- Pseudotolithus senegalensis
- Pseudotolithus typus
- Pseudotriakis microdon
- Pteromylaeus bovinus

## R
- Radiicephalus elongatus
- Raja brachyura
- Raja clavata
- Raja maderensis
- Raja miraletus
- Raja montagui
- Raja undulata
- Rajella dissimilis
- Rhadinesthes decimus
- Rhincodon typus
- Rhinobatos rhinobatos
- Rondeletia loricata
- Rostroraja alba
- Rouleina attrita
- Rouleina maderensis
- Ruvettus pretiosus

## S
- Saccopharynx thalassa
- Sagamichthys schnakenbecki
- Salaria pavo
- Sarda sarda
- Sardina pilchardus
- Sardinella aurita
- Sardinella maderensis
- Sarpa salpa
- Scartella cristata
- Schedophilus ovalis
- Sciaena umbra
- Scomber japonicus
- Scomberesox saurus saurus
- Scomberesox simulans
- Scomberomorus tritor
- Scopelarchus guentheri
- Scopelengys tristis
- Scopeloberyx opisthopterus
- Scopelogadus beanii
- Scopelosaurus argenteus
- Scopelosaurus lepidus
- Scorpaena canariensis
- Scorpaena maderensis
- Scorpaena notata
- Scorpaena porcus
- Scorpaena scrofa
- Scyliorhinus canicula
- Scyliorhinus stellaris
- Searsia koefoedi
- Serranus atricauda
- Serranus cabrilla
- Serranus hepatus
- Serranus scriba
- Serrivomer beanii
- Serrivomer brevidentatus
- Serrivomer danae
- Sigmops bathyphilus
- Solea senegalensis
- Sparisoma cretense
- Sparus aurata
- Sphyraena guachancho
- Sphyraena viridensis
- Sphyrna lewini
- Sphyrna zygaena
- Spicara maena
- Spondyliosoma cantharus
- Squalus acanthias
- Squalus megalops
- Squatina oculata
- Squatina squatina
- Stegastes imbricatus
- Stephanolepis hispidus
- Sternoptyx diaphana
- Sternoptyx pseudobscura
- Stomias boa boa
- Stomias boa ferox
- Stomias brevibarbatus
- Stomias longibarbatus
- Stylephorus chordatus
- Symbolophorus rufinus
- Symbolophorus veranyi
- Symphurus insularis
- Synaphobranchus kaupii
- Syngnathus acus
- Synodus saurus
- Synodus synodus

## T
- Taaningichthys bathyphilus
- Taaningichthys minimus
- Taeniura grabata
- Talismania homoptera
- Tetrapturus albidus
- Tetrapturus georgii
- Tetrapturus pfluegeri
- Thalassoma pavo
- Thorogobius ephippiatus
- Thunnus alalunga
- Thunnus albacares
- Thunnus obesus
- Thunnus thynnus
- Torpedo marmorata
- Torpedo nobiliana
- Torpedo torpedo
- Trachinotus ovatus
- Trachinus draco
- Trachinus pellegrini
- Trachurus mediterraneus
- Trachurus picturatus
- Trachurus trachurus
- Trigloporus lastoviza
- Trigonolampa miriceps
- Tripterygion delaisi

## U
- Umbrina canariensis
- Umbrina ronchus

## V
- Valenciennellus tripunctulatus
- Vanneaugobius canariensis
- Vanneaugobius pruvoti
- Vinciguerria attenuata
- Vinciguerria nimbaria
- Vinciguerria poweriae

## X
- Xenodermichthys copei
- Xiphias gladius
- Xyrichtys novacula

## Z
- Zeus faber[6]